# Thiago Silva
Pour les articles homonymes, voir Thiago, Silva et Thiago Silva (homonymie).
Thiago Silva, né le 22 septembre 1984 à Rio de Janeiro au Brésil, est un footballeur international brésilien qui évolue au poste de défenseur central au Fluminense FC. 
Il possède également la nationalité française, depuis 2019.
Thiago Silva commence à jouer au football dans les rues de Rio de Janeiro, avant d'être repéré par le club de Fluminense. Après une courte période passée à Rio, il poursuit sa formation au Brésil, avant d'éclore au haut niveau à l'Esporte Clube Juventude. Il rejoint ensuite l'Europe et le Futebol Clube do Porto en 2004 puis prêté au FK Dynamo Moscou, les médecins lui diagnostiquent une tuberculose. De retour au Brésil à la suite de sa maladie, Silva retrouve le haut niveau avec Fluminense. En 2009, à 25 ans, il revient jouer en Europe pour l'AC Milan.
Devenu l'un des défenseurs les plus réputés au monde, il remporte le championnat d'Italie en 2011, avant de signer en 2012 avec le Paris Saint-Germain. Son indemnité de transfert, estimée à 42 millions d'euros, en fait sur le moment le deuxième défenseur le plus cher de l'histoire du football, jusqu’alors devancé uniquement par Rio Ferdinand. Le 28 août 2020, en fin de contrat après huit ans passés au Paris Saint-Germain, où il a remporté notamment sept fois le championnat de France, il s'engage avec Chelsea en Premier League. Il remporte la Ligue des Champions dès sa première saison.
Thiago Silva fait ses débuts en sélection brésilienne après avoir participé aux Jeux olympiques de 2008 remportant une médaille de bronze et une médaille d'argent aux Jeux olympiques de 2012 avec l'équipe olympique du Brésil. Il participe également à quatre Coupe du monde, remporte la Coupe des confédérations en 2013, la Copa América en 2019 et terminé finaliste à l'édition en 2021.

## Carrière de footballeur

### Jeunesse et débuts au Brésil (avant 2004)
Thiago Emiliano da Silva passe sa jeunesse dans un quartier populaire de Santa Cruz, près de Rio de Janeiro. Membre d’une fratrie de trois enfants, sa mère l’élève seule après le départ de son mari. Silva prend rapidement goût au football en observant les Brésiliens Romário et Bebeto notamment. À l'âge de cinq ans, il reçoit son premier ballon de football mais sa timidité l'empêche longtemps de rejoindre ses amis sur les terrains : « Le premier cadeau que j’ai demandé, à 5 ans, ç’a été un ballon. Mais j’étais très timide : de ma fenêtre je regardais les enfants jouer au foot sur le terrain vague et je n’osais pas les rejoindre. Alors je partais à la plage avec un cerf-volant… Et puis un matin, j’ai eu un déclic : j’ai dégringolé les marches de la maison et j’ai joué avec les autres. Ce jour-là, ma vie a changé. ».
À l'âge de sept ans, Silva intègre une école de football mais doit composer avec les difficultés financières de sa famille pour jouer au football : « Nous étions trois enfants, ma mère n’avait pas de travail, mais elle a pris la situation en main. Certes, on ne mangeait pas de la viande tous les jours, mais à table il y avait toujours du riz, des haricots ou des œufs ! Pour ne pas user les crampons de mes chaussures de foot, je jouais souvent pieds nus. ». À l'âge de quatorze ans, alors que Thiago Silva joue un match amical à Xerém, l'entraîneur de Fluminense est impressionné par le jeune joueur brésilien. Le club lui propose alors un essai dans son centre de formation au poste de milieu défensif. Finalement, Silva ne joue que très peu de matchs avec le club et se présente aux détections organisées par les grands clubs brésiliens. Thiago Silva est alors refusé par le Vasco de Gama, Madureira, Olaria et Flamengo, ce-dernier étant le plus difficile pour lui puisqu'il n'est jamais observé durant l'essai.
Après un échec lors des essais menés par Botafogo, Thiago Silva rejoint le Barcelona RJ, jouant alors dans les divisions inférieures brésiliennes. L'année suivante, en 2001, Silva joue dans un tournoi de football à Sao Paulo en espérant attirer les grands clubs brésiliens. Il est alors remarqué par Paulo César Carpeggiani qui l'invite à rejoindre le RS Futebol dans le sud du Brésil. Thiago Silva signe son premier contrat professionnel avec le RS Futebol qui en fait le pilier de sa défense centrale. Thiago Silva évolue en troisième division brésilienne et participe à quelques tournois régionaux avec le club. Lors d'un tournoi joué en Italie à Ancône, il est repéré par Bruno Conti alors dirigeant à l'AS Roma qui l'invite à rester en Italie pour jouer à la Roma. Thiago Silva refuse de rester en Italie et revient dans son pays natal, où ses bonnes performances commencent à intéresser les grands clubs brésiliens.
Thiago Silva rejoint en 2004 l'équipe de Série A brésilienne, l'EC Juventude, club avec lequel il joue en tant que milieu défensif et parfois arrière droit,. Thiago Silva reste six mois à l'EC Juventude et marque trois buts en vingt-sept matchs joués. Le club réalise de bonnes performances en championnat du Brésil puisqu'il passe de la 18e place en 2003 à la 7e place en 2004. Thiago Silva est alors convoité par plusieurs clubs européens dont le FC Porto.

### Première expérience en Europe (2004–2006)
En 2004, Thiago Silva signe au FC Porto. Le club portugais est champion d'Europe en 2004 et José Mourinho, l'entraîneur du club durant la saison 2003-2004, quitte le club durant l'été avec deux défenseurs du FC Porto : Ricardo Carvalho et Paulo Ferreira. Ainsi, le champion d'Europe recrute deux défenseurs, Pepe et le prometteur, mais peu connu, Thiago Silva. Même si ses qualités sont reconnues dans le club, il est mal en point physiquement et en butte à des problèmes d'adaptation, il ne joue pas un seul match avec l'équipe première, et est rapidement envoyé en réserve,. Il joue 14 matchs avec l'équipe réserve du FC Porto.
En janvier 2005, il est prêté au Dynamo Moscou et même constat, le jeune brésilien de 20 ans n'est pas en forme. Au contraire, il est en proie à des problèmes respiratoires depuis son arrivée à Porto, les médecins du club russe lui diagnostiquent la tuberculose,. Il vainc la maladie quatre mois après, avec le soutien de son meilleur ami Alex, qu'il a connu dans sa jeunesse. Il quitte la Russie et l'Europe en fin de saison, après une guérison compliquée. Il est, en effet, lors de sa guérison, isolé, pendant plus de six mois. Il explique : « C'est sans aucun doute l'épisode le plus difficile de ma vie, même. Imagine, j'ai été interné dans un hôpital de Moscou pendant six mois. »,. Fin 2015, il se mobilise d'ailleurs pour la lutte contre la tuberculose au Brésil,.

### Retour au Brésil à Fluminense (2006–2008)
De retour au Brésil, Thiago Silva est à la recherche d'un nouveau club. Il passe alors une série de détections, comme à Flamengo où il n'est pas retenu. Cet échec le marque, il déclare alors : « En rentrant chez moi, j'ai dit à ma mère que je voulais arrêter le football. ». Il revient finalement dans son club formateur Fluminense FC, où il retrouve Ivo Wortmann qui relance complètement sa carrière. C'est au moment de ce retour bénéfique pour le joueur que lui est attribué le surnom de « O Monstro », « Le Monstre » en français. Il signe au club le 14 janvier, en provenance du FC Porto. Il s'impose rapidement en tant que titulaire dans la défense du club brésilien. Le club lutte toutefois dans le bas de tableau du championnat brésilien 2006 et termine seulement 15e du Brasileirao.
L'année 2007 est bien meilleure pour le club puisqu'il termine 4e du championnat, en encaissant 39 buts en 38 matchs. Le succès le plus important du club durant cette année est la victoire en Coupe du Brésil. Cette victoire historique est en effet la première du club dans la compétition ; c'est également le premier trophée de la carrière professionnelle de Thiago Silva. Le joueur brésilien est un acteur majeur de la victoire de Fluminense puisqu'il participe à l'ensemble des matchs de la compétition et marque, notamment, le premier but du club en quarts de finale. La forme actuelle de Thiago Silva conduit Dunga à le sélectionner dans la liste préliminaire de la Copa América 2007. Après sa victoire en Copa do Brasil, Thiago Silva est désigné par les fans comme le meilleur défenseur au Brésil. À la fin de la saison, il est nommé aux côtés de Breno Borges et Fábio Luciano pour le prix du meilleur défenseur central du Brasileirao. Il termine finalement deuxième juste derrière Breno.
L'année 2008 s'avère être très difficile pour Fluminense mais Silva, lui, continue de progresser et réalise l'une des meilleures saisons de sa jeune carrière. Le club, qui mise toute sa saison sur la Copa Libertadores parvient jusqu'en finale de la compétition mais échoue aux tirs au but. Le club ayant en partie délaissé le championnat, il termine seulement à la quatorzième place du championnat bien loin des performances de l'année précédente. Thiago Silva, lui, reste très régulier tout au long de la saison, et il est récompensé, le 18 janvier pour son centième match avec le club. Il reçoit ainsi un maillot floqué du numéro 100 (pour son 100e match) et une plaque en l'honneur de ses prestations. Thiago Silva devient l'idole d'un grand nombre de supporters de Fluminense ; le bandeau blanc qu'il porte au poignet devient même un accessoire de mode courant chez les adolescents de Rio de Janeiro. En mai 2008, les supporters de Thiago Silva peignent son portrait sur une banderole, affichée pour la première fois lors de la demi-finale de Copa Libertadores contre Boca Juniors, le désignant comme « le meilleur défenseur central du Brésil ».
Grâce à la qualité de ses prestations, Silva fait partie de l'équipe de la saison du Brasileirao 2008 et est élu meilleur joueur par les fans du championnat. Il joue également son premier match avec la sélection brésilienne le 12 octobre 2008 contre le Venezuela, lors des Jeux Olympiques de Pékin. Au terme de la saison, quelques grands clubs du football mondial le convoitent, parmi lesquels le Real Madrid, le FC Barcelone et l'Inter Milan. Il dispute trois saisons pleines et marque 11 buts.

### Révélation en Europe à Milan (2009–2012)

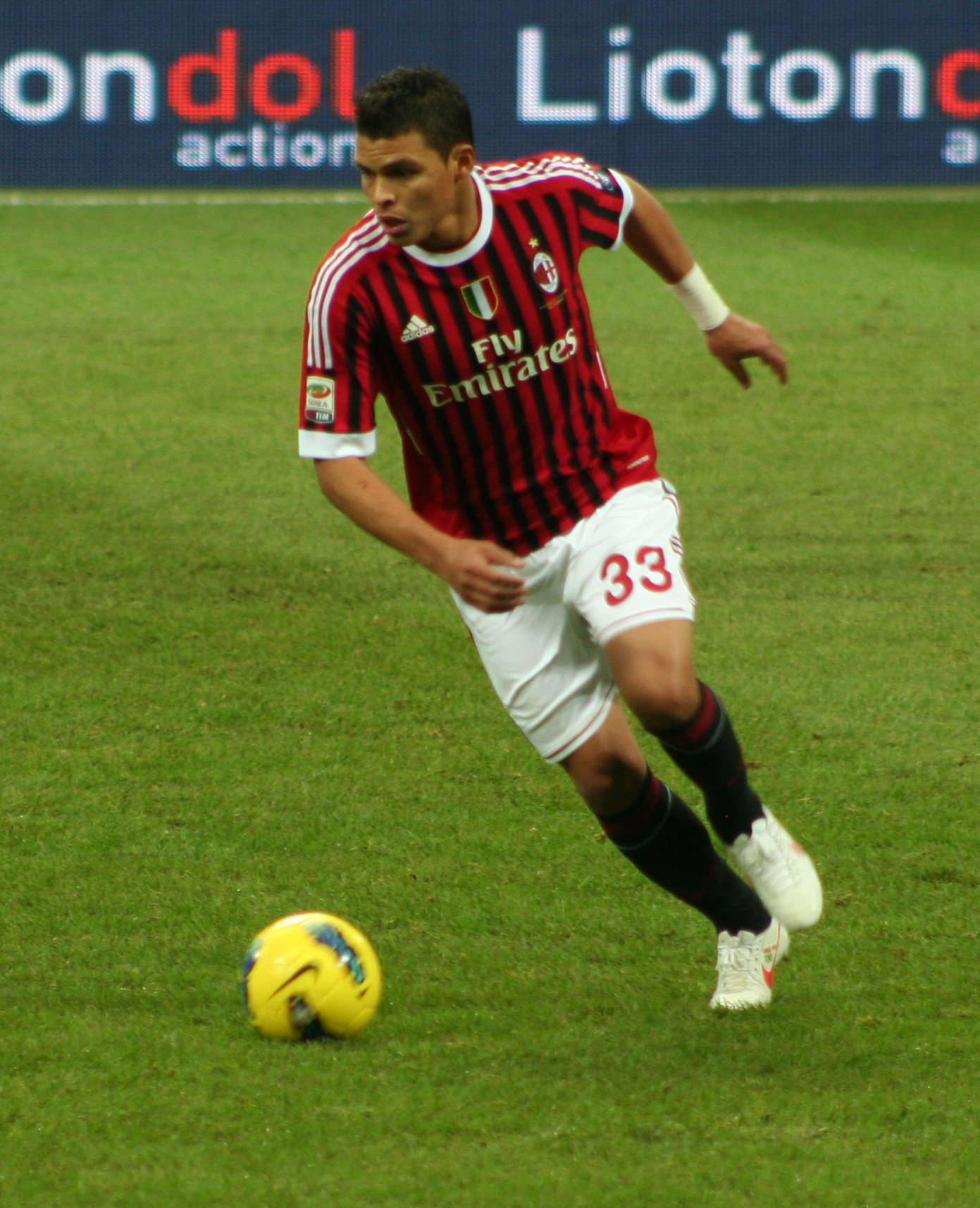
Thiago Silva avec le Milan AC en 2011.

En décembre 2008, à 24 ans, Thiago Silva revient en Europe et signe un contrat de 4 ans avec le Milan AC, pour un transfert de 10 millions d'euros. Il rejoint ainsi les autres brésiliens du Milan AC : Kaka, Ronaldinho, Dida ou encore Pato,. Sa venue vient rajeunir une défense milanaise vieillissante, et coïncide avec la dernière saison de Paolo Maldini, auquel il est appelé à succéder. Thiago Silva porte le numéro 33, le numéro 3 de Maldini étant retiré à titre honorifique, et débute en match officiel au début de la saison 2009-2010 en raison de son statut d'extra-communautaire. Son premier match avec le Milan est donc une rencontre amicale contre Hanovre 96, le 21 janvier 2009. Après ce match, certains joueurs Rossonieri comme Clarence Seedorf soulignent les qualités de Thiago Silva. Celui qui désignera Thiago Silva comme son successeur, Paolo Maldini, ne jouera finalement aucun match avec lui à cause de ce statut. Néanmoins, le joueur brésilien s'entraîne avec la star du Milan AC et apprend beaucoup à ses côtés.

#### Saison 2009-2010
Lors de la saison 2009-2010, à la suite de la retraite de Paolo Maldini, Leonardo, alors entraîneur du Milan AC, place Thiago Silva au cœur de la défense milanaise. Thiago Silva devient très vite titulaire indiscutable dans la défense centrale milanaise enchaînant les bons matchs aux côtés d'Alessandro Nesta. Il améliore son jeu de tête, sa qualité technique et sa vivacité, pour devenir un élément clé de l'équipe.
Il joue son premier match de Serie A face à Sienne le 22 août 2009. La Gazzetta dello Sport souligne, dès ce premier match, les qualités défensives de Thiago Silva et l'efficacité de la paire qu'il forme avec Nesta. Maldini, lui, déclare que Silva « a les qualités physiques et techniques d'un champion » tandis que Nesta explique qu'il « devrait poursuivre [sa] vie de défenseur central ». Le mois suivant, le 23 septembre, il se blesse à l'entraînement et manque les quatre matchs suivants. Durant cette saison, il découvre la Ligue des champions, dont il joue tous les matchs de poule. Après un match compliqué en Serie A face à l'AS Roma, il réalise deux bons matchs face au Real Madrid Club en coupe d'Europe,. Lors de la victoire 3-2 au Bernabéu, il voit son but refusé, en toute fin de match, avant que Pato ne scelle la victoire des Milanais.
Le 8 novembre, Thiago Silva marque son premier but pour le club, ainsi qu'un but contre son camp, face à la Lazio (victoire 2-1). Ses performances en championnat et à l'échelle européenne sont saluées par la presse italienne. Le quotidien La Gazzetta dello Sport considère par exemple que l'achat de Thiago Silva pour 10 millions d'euros est justifié et que sa valeur aurait même doublé. Le 25 novembre, Thiago Silva est élu « Homme du match » contre l'Olympique de Marseille. Le club se qualifie donc pour les phases à élimination directe de Ligue des champions. Lors d'un match face au FC Zurich, le 8 décembre 2009, Thiago Silva est remplacé après vingt minutes de jeu à cause d'une blessure musculaire. D'abord annoncé absent pendant deux mois pour cause de déchirure, il est finalement apte à jouer après trois semaines de convalescence, le 30 décembre, sa blessure n'étant qu'une élongation.
Le 10 janvier 2010, l'AC Milan bat la Juventus sur le score de 3 buts à 0. Thiago Silva est l'un des meilleurs joueurs du Milan ce jour-là, et son association avec Alessandro Nesta est si performante que la Gazetta Dello Sport la compare au duo mythique du Milan AC, Franco Baresi et Alessandro Costacurta. Le 12 février, Thiago Silva se blesse à nouveau, face à l'Udinese Calcio, et manque le match retour des huitièmes de finale de Ligue des champions contre Manchester United. Milan, affaiblie par les blessures de plusieurs joueurs perd ce match 4-0 et quitte la compétition. Le 6 mars, Thiago Silva est élu « Homme du match » lors du match nul contre l'AS Roma, futur dauphin de l'Inter Milan. À la fin de la saison, la Gazzetta dello Sport désigne Silva comme le troisième meilleur défenseur de Serie A.

#### Saison 2010-2011
Thiago Silva commence sa saison par un but face à l'Unione Sportiva Lecce, lors du premier match de championnat. Le 16 octobre, lors d'une victoire 3 buts à 1 contre le Chievo Verone, Silva doit quitter le terrain à cause d'une entorse à la cheville gauche. Cette blessure empêche Thiago Silva de participer au match de phases de groupe de Ligue des champions face au Real Madrid. Le président directeur général de l'AC Milan, Adriano Galliani, déclare d'ailleurs sur le ton de l'humour qu'il donnerait son propre pied en bonne santé pour le voir jouer ce match au stade Santiago-Bernabéu. Thiago Silva, absent lors des quatre matchs suivant sa blessure, revient pour jouer le derby de la Madonnina contre l'Inter Milan. Opposé au meilleur joueur de la Ligue des champions 2009-2010, Diego Milito, Silva anéanti toutes les occasions de l'attaquant argentin et joue un rôle majeur dans la victoire 1 but à 0 de son club. Lors d'une défaite 2-0 contre l'Ajax Amsterdam en Ligue des Champions, Silva est blessé au genou droit et doit subir une chirurgie arthroscopique,. Alors qu'il devait être écarté des terrains pendant plusieurs mois, Thiago Silva revient après un mois de convalescence. À la mi-saison, Thiago Silva est considéré comme le meilleur défenseur de Serie A et le meilleur défenseur d'Europe.
Obligé de jouer au poste de milieu défensif pour pallier de nombreuses blessures dans son équipe, Thiago Silva réalise un match brillant face à Cesena et remporte la partie par 2 buts à 0. Les performances de Silva à ce poste poussent alors la presse à le comparer à l'un des milieux de terrains légendaires du Milan AC, Marcel Desailly. Lors du match suivant, en quarts de finale de Coupe d'Italie, l'AC Milan remporte sa confrontation contre sur le score de 2 buts à 1 ; Thiago Silva, lui, est désigné comme le meilleur joueur de son équipe. Son positionnement au milieu de terrain est reconduit lors du match nul 0-0 contre la Lazio Rome ; Thiago Silva est cette fois-ci comparé à Frank Rijkaard, autre joueur mythique du Milan. Thiago Silva est loué par la presse italienne après la victoire de son équipe 3 buts à 0 contre le SSC Naples. Durant tout le match, Thiago Silva parvient à museler l'attaquant de Naples, Edinson Cavani,, qui devient deux ans plus tard le meilleur buteur de Serie A. La Gazzetta Dello Sport expliquera même que Cavani a fait un cauchemar à cause de ce match.
Lors du match qui selle le Scudetto pour Milan, Silva conduit les siens vers une victoire 3 buts à 0 contre l'Inter de Milan dans le Derby de la Madonnina. Le 17 mai 2011, le défenseur brésilien prolonge son contrat jusqu'en 2016. Champions d'Italie de football,, Thiago Silva et le Milan AC terminent meilleure défense de Serie A avec 24 buts encaissés en 38 matchs joués,. Associé lors de 19 matchs Alessandro Nesta, il n'encaisse avec son équipe que 8 buts. Outre son efficacité défensive, lors de cette saison, c'est son exemplarité qui impressionne. En effet, il ne reçoit qu'un seul carton jaune en Serie A et ne commet que 26 fautes alors qu'il dispute 33 rencontres dans la compétition,. Ses excellentes performances lui permettent donc d'être élu meilleur joueur du club par les supporters du Milan AC et désigné meilleur joueur du championnat par la Gazzetta dello Sport. En fin d'année, il reçoit également le Samba d'or 2011,.

#### Dernière saison au Milan AC (2011-2012)
Le 6 août 2011, Thiago Silva remporte la Supercoupe d'Italie en battant l'Inter Milan à Pékin sur le score de 2 à 1. Auteur d'une excellente performance, le défenseur brésilien sauve notamment les siens en taclant Samuel Eto'o qui file alors, seul, vers le but en première période. Malgré les bonnes prestations de Thiago Silva lors des matchs nuls face à la Lazio Rome et à l'Udinese Calcio, Milan commence difficilement sa saison 2011-2012 en Serie A et n'inscrit que deux points lors des trois premières journées du championnat. Le 13 septembre, il marque au Camp Nou son premier but en Ligue des champions, de la tête, sur un bon service de Clarence Seedorf, dans le temps additionnel du match de phase de poules face au FC Barcelone. Le match se solde par un 2-2,, score qu'avait prédit l'entraîneur du Milan AC, Carlo Ancelotti.
Une contusion au genou le 15 octobre 2011, lors d'une victoire 3 buts à 0 contre l'US Palerme, écarte Thiago Silva des terrains pendant deux matchs. Lors de son 75e match de Serie A avec Milan, le défenseur brésilien permet aux siens de conserver le match nul contre la Fiorentina. Le 27 novembre 2011, il porte pour la première fois le brassard de capitaine du Milan AC lors d'un match face au Chievo Verone. Il devient ainsi le premier capitaine étranger du club depuis 50 ans. Durant ce match, il marque son premier but  en tant que capitaine, d'une frappe aux abords de la surface, sur un service de Kevin-Prince Boateng. Le 1er décembre, Thiago Silva fait partie d'une liste de 55 joueurs susceptibles de faire partie du FIFA/FIFPro World XI.
Le 9 janvier 2012, Thiago Silva est comparé à l'un des plus grands joueurs du Milan AC, Franco Baresi, par son coéquipier Gennaro Gattuso. Le 13 janvier, un autre de ses coéquipiers, Zlatan Ibrahimović, déclare que Thiago Silva est le meilleur défenseur qu'il ait côtoyé. Six jours plus tard, Thiago Silva fait partie de l'équipe de l'année UEFA 2011. En février, Thiago Silva est désigné « Homme du match » après un match nul contre le SSC Naples. Lors de la victoire 4 buts à 0 de l'AC Milan face à Arsenal en huitièmes de finale de Ligue des champions, Thiago Silva défend avec brio face à Robin van Persie, alors en grande forme. Thiago Silva joue son dernier match complet en Serie A le 17 mars et participe à la victoire de son équipe, 2 buts à 0, face à Parma Calcio 1913. Quelques jours plus tard, le défenseur de Manchester United, Nemanja Vidić, déclare également que Thiago Silva est le meilleur défenseur du monde.
Le 24 mars 2012, contre l'AS Rome, Thiago Silva quitte la pelouse à cause d'une blessure à la cuisse droite qui le tiendra écarté des terrains durant deux mois. Il manque notamment les deux matchs de Ligue des champions face au FC Barcelone, après lesquels l'AC Milan est éliminé de la compétition (score cumulé de 3 buts à 1). Sans Thiago Silva, Milan souffre en Serie A et perd le Scudetto à seulement quatre points de la Juventus. La blessure du défenseur brésilien est désignée comme le tournant de la saison des Rossonieri : alors que le club inscrivait 2,37 points par match avec son capitaine, Milan n'inscrit plus que 2,09 points par matchs après la blessure de Thiago Silva.

##### Rumeurs de départ
À la fin de la saison 2011-2012, Thiago Silva, auréolé du Milannews.it award et nommé dans l'équipe type de Serie A aux côtés du pilier turinois Andrea Barzagli, se voit proposer un transfert au Paris Saint-Germain, qui veut bâtir une équipe à la hauteur des cadors européens grâce aux fonds du QSI. Les dirigeants du Milan AC, tentés par cette opportunité de vendre le joueur à prix d'or pour des raisons d'équilibre financier, provoquent la gronde des fans du club milanais, qui craignent l'impact énorme que son absence pourrait représenter au sein de l'effectif du Milan.
En plus des supporteurs, plusieurs personnalités liées au Milan AC réagissent à cette rumeur de départ, comme Paolo Maldini, pourtant annoncé partant pour le PSG en tant que membre du staff : « Je suis fan de l'AC Milan et j'espère que Thiago Silva va rester. Il est impossible à remplacer. La vente d'un tel joueur serait un signe de faiblesse de la part du club. Thiago Silva est le défenseur le plus fort du monde. Milan ne peut pas s'en priver ». Antonio Cassano lui déclare que vendre Thiago Silva serait « un crime » et qu'il « ne sait pas s'il resterait » en cas de départ du Brésilien.
Le 2 juillet 2012, il met un terme aux rumeurs en prolongeant son contrat jusqu'en 2017, accompagné d'une revalorisation salariale qu'il a demandée à la suite de l'intérêt porté par le PSG,.

### Capitaine du Paris Saint-Germain (2012-2020)
Le 14 juillet 2012, après avoir refusé la vente du défenseur brésilien une première fois, l'AC Milan, en manque de liquidités, finit par céder son défenseur au Paris Saint-Germain. Il rejoint son ancien entraîneur, Carlo Ancelotti, avant que son ancien coéquipier du Milan AC, Zlatan Ibrahimović ne le suive.
Présenté par le président du Paris Saint-Germain Nasser al-Khelaïfi comme étant « le meilleur défenseur du monde », il signe un contrat d'une durée de cinq ans et son transfert est évalué à 42 millions d'euros, 49 et demi en rajoutant les bonus. Il devient alors le joueur le plus cher de l'histoire de la Ligue 1, devant Lucas Moura, Javier Pastore et Nicolas Anelka, joueurs tous achetés par le club parisien. Ce record a depuis été battu par James Rodríguez, Radamel Falcao, Edinson Cavani, Ángel Di María, Kylian Mbappé et ses coéquipiers de la sélection brésilienne, David Luiz et Neymar. Sans compter les bonus, il devient aussi à cette date le deuxième défenseur le plus cher de l'histoire du football, derrière Rio Ferdinand.
Thiago Silva n'a pourtant jamais poussé Milan à le transférer. Il apprend la nouvelle de son départ, alors qu'il est à Londres pour disputer les Jeux olympiques. Il souligne d'ailleurs à plusieurs reprises son attachement au Milan AC et confie au début de sa carrière au PSG qu'il souhaiterait retourner au Milan plus tard.

#### Première saison au PSG (2012-2013)
L'entraîneur du Paris Saint-Germain, Carlo Ancelotti, annonce que Thiago Silva est arrivé blessé au Paris Saint-Germain, à la suite de ses matchs en sélections nationales. Le défenseur brésilien est donc absent lors des premières journées de championnat. Le 18 septembre 2012, il fait ses débuts avec le Paris Saint-Germain face au Dynamo Kiev, en ouverture de la Ligue des champions. Il est le capitaine de l'équipe en l'absence de Christophe Jallet et marque également son premier but avec le PSG, contribuant au large succès 4 buts à 1 des joueurs parisiens. Il joue son premier match de Ligue 1 contre le SC Bastia, le jour de son anniversaire, lors d'une rencontre dominée par les Parisiens qui s'imposent sur le score de 4 buts à 0 en Corse. Le 20 octobre, Thiago Silva est aligné au milieu de terrain contre Reims. En difficulté avec la nouvelle organisation tactique, les Parisiens s'imposent tout de même 1 but à 0. En octobre, lors d'un match de Coupe de la Ligue face à l'Olympique de Marseille, Thiago Silva marque son deuxième but sous les couleurs parisiennes, sur penalty.

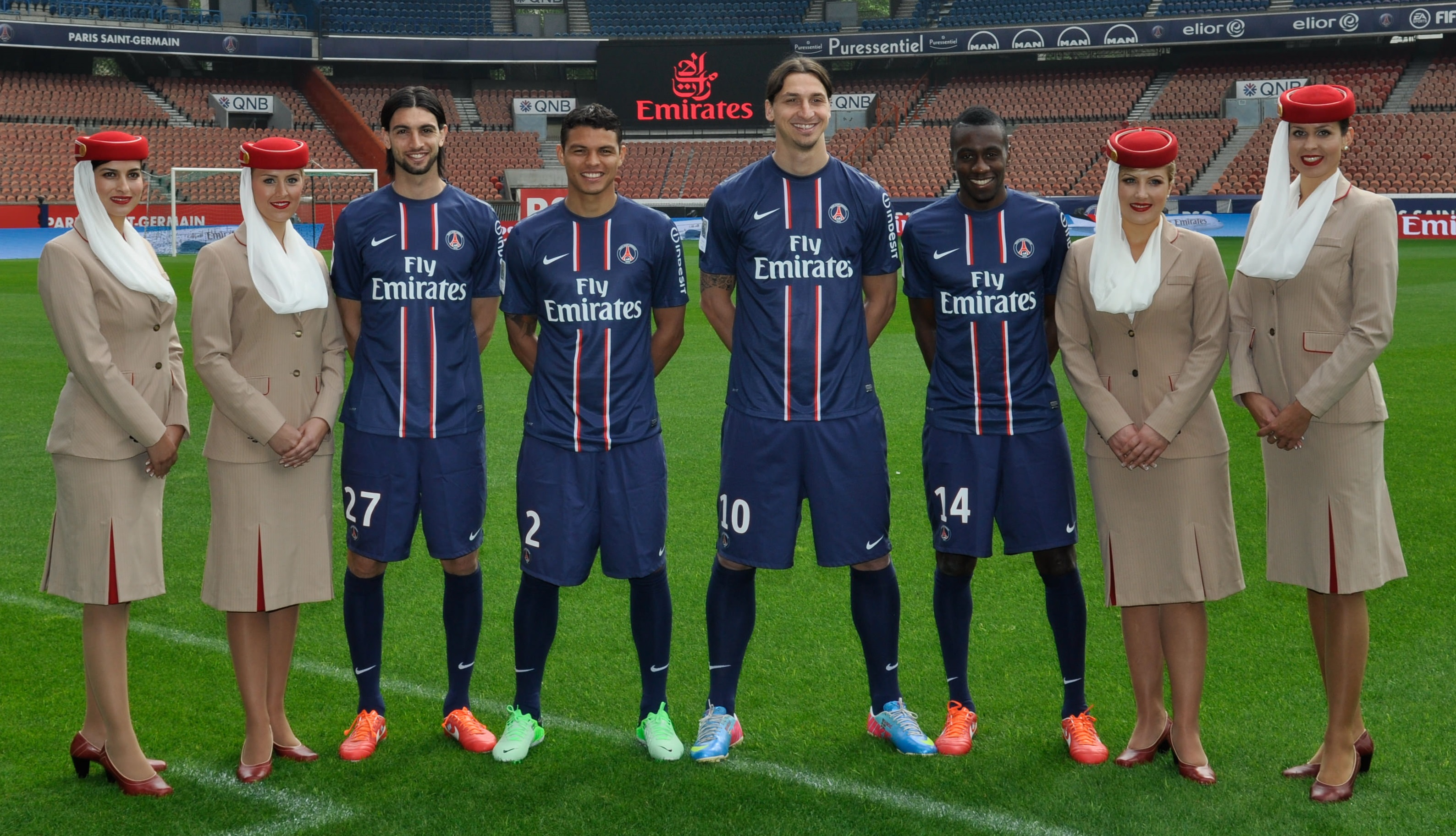
Thiago Silva aux côtés de ses nouveaux coéquipiers, au Parc des Princes en 2012.

En novembre 2012, le Paris Saint-Germain subit une crise de résultats après des défaites contre Saint-Étienne, Rennes et l'OGC Nice. Carlo Ancelotti compte alors procéder à « des changements radicaux » dans son management. Au-delà de la mise en place du système de jeu en 4-4-2, Ancelotti confie progressivement le brassard à Thiago Silva aux dépens de Christophe Jallet, pas toujours titulaire car soumis à la concurrence de Gregory van der Wiel. Peu après, le technicien italien explique pourtant avoir voulu un capitaine « français » pour le PSG. Cette décision est incontestée tant le joueur s'est rapidement imposé dans l'effectif parisien, malgré son tir au but raté lors de l'élimination en 1/4 de finale de la Coupe de la Ligue contre l'ASSE, le 27 novembre.
Le 16 décembre, Thiago Silva est complimenté par la presse après sa bonne performance contre l'Olympique lyonnais, match durant lequel il a su museler son adversaire principal Lisandro López,. Thiago Silva est ainsi auteur de prestations qui font l'unanimité en France. Pourtant, en ce début de saison avec son nouveau club, il communique à plusieurs reprises sa déception d'être parti du Milan AC, comme lors d'une interview accordée à Sky Italia : « Milan me manque tellement. Je ne peux pas le nier. Le club restera toujours dans mon cœur car c'est celui qui m'a fait connaître dans le monde après Fluminense. Je ne connais pas le futur. Mais si l'occasion s'y présentait, cela me plairait d'y retourner »,.
Le 11 janvier 2013, Silva sort à cause d'une blessure au biceps gauche lors du match de la 20e journée contre l'AC Ajaccio,. Après l'imagerie par résonance magnétique pratiquée quelques jours après le match, la durée d'indisponibilité du défenseur parisien est estimée à trois semaines. Un mois après, le 7 février 2013, Ancelotti annonce pourtant le forfait du joueur pour le match contre le FC Valence en 8e de finale aller de la Ligue des champions. Alors que des doutes sont émis au sujet de sa participation au match retour de Ligue des champions, le 6 mars 2013 au Parc des Princes, Thiago Silva et ses coéquipiers arrachent le match nul 1 but partout synonyme de qualification pour les quarts de finale de la compétition. Lors de ce match, la prestation du Brésilien est saluée unanimement par la presse française et internationale,,.
Le 9 mars, avant le coup d'envoi du match PSG - Nancy de la 28e journée, Thiago Silva reçoit le deuxième Samba d'or de sa carrière en récompense de son année 2012. Après d'excellentes performances tout au long du mois de mars, Thiago Silva remporte également le trophée du joueur UNFP du mois de mars. Ce trophée lui est remis le 21 avril avant la réception de l'Olympique Gymnaste Club Nice Côte d'Azur en Ligue 1. À la 71e minute de ce match dominé et remporté 3 buts à 0 par les Parisiens, Thiago Silva croit inscrire un but exceptionnel. Après une récupération de balle du défenseur parisien, Ibrahimovic le lance dans la profondeur. Profitant d'une erreur du gardien adverse qui ne capte pas le ballon dans sa surface de séparation, Silva frappe du pied droit, alors qu'il est excentré. Son but est finalement refusé, le ballon étant sorti de quelques centimètres avant la frappe du Brésilien,.
Le 2 avril 2013, Thiago Silva dispute le premier quart de finale de Ligue des champions de sa carrière lors du match aller face au FC Barcelone. Conclu sur un score nul 2-2, il est l'auteur d'une prestation exceptionnelle, malgré les deux buts encaissés par son équipe,. À l'origine du but du 1 partout, il est encensé par la presse catalane et la presse française. À l'issue du match, Carlo Ancelotti réaffirme qu'il est selon lui « le meilleur défenseur du monde », propos également tenu par David Villa, entre autres, avant le match. Lors du match retour le 10 avril, Thiago Silva réalise à nouveau une excellente performance,. Malgré un but de Javier Pastore en début de seconde période, les Parisiens encaissent un but de Pedro, à la 71e minute, synonyme d'élimination,,.
Alors auteur d'excellentes performances, le 5 mai 2013, Thiago Silva écope d'un carton rouge contre Valenciennes. Voulant discuter après une prise de décision de l'arbitre, Thiago Silva se rapproche de lui et le touche au bras avant de l'agripper légèrement pour demander des explications. L'arbitre décide de sanctionner immédiatement le défenseur parisien qui écope finalement de deux matchs de suspension fermes. Cette expulsion est jugée extrêmement sévère pour beaucoup, notamment le directeur sportif du club Leonardo qui sera suspendu neuf mois, pour avoir bousculé l'arbitre dans les couloirs du Parc des Princes.
Le 9 mai 2013, il est nommé aux côtés de ses coéquipiers Blaise Matuidi et Zlatan Ibrahimović pour les Trophées UNFP du football dans la rubrique Meilleur joueur de Ligue 1 de la saison 2012-2013 pour succéder à Eden Hazard mais le trophée est finalement décerné à Ibrahimović,. Auteur de seulement quatorze fautes durant toute la saison, Thiago Silva intègre tout de même l'équipe-type de Ligue 1 de la saison. Le 12 mai 2013, après une victoire 1 but à 0 face à l'Olympique lyonnais au stade de Gerland, Thiago Silva et le PSG remportent la Ligue 1. Le club du PSG obtient ainsi un troisième titre de champion de France après 1986 et 1994, soit 19 ans après le titre obtenu par la génération David Ginola et Vincent Guérin.

#### Saison 2013-2014: prolongation jusqu'en 2018

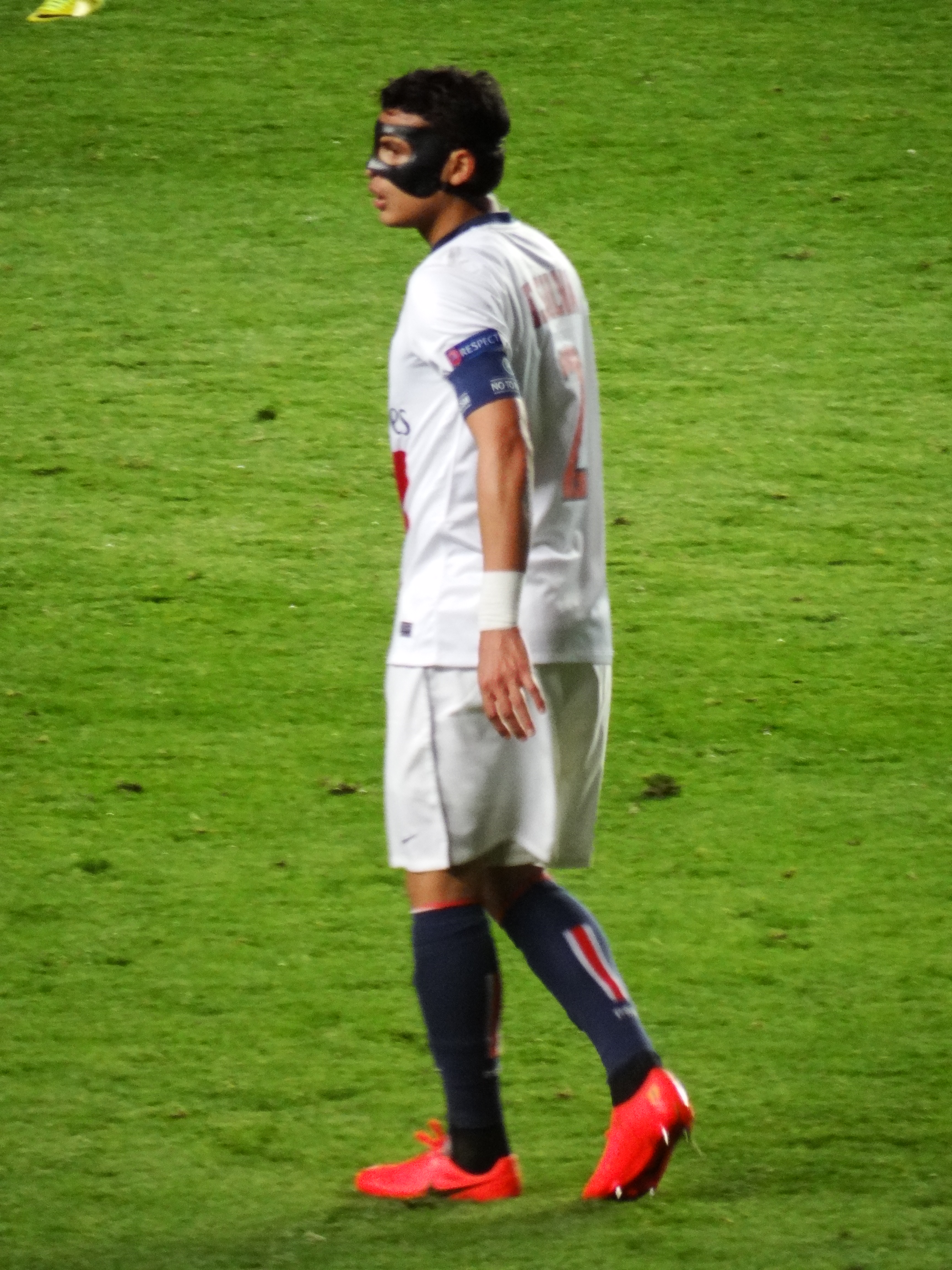
Thiago Silva avec le PSG contre Chelsea.

Lors du mercato d'été 2013, Thiago Silva est ouvertement courtisé par le FC Barcelone. Le PSG refuse toutefois de transférer le joueur. Le 3 août 2013, le Paris Saint-Germain est opposé à Bordeaux lors du Trophée des Champions qui se joue à Libreville. Les joueurs parisiens remportent la rencontre sur le score de 2 à 1. Thiago Silva remporte ainsi son premier Trophée des Champions. Il s'agit du deuxième titre dans la compétition depuis l'arrivée des Qatariens à la tête du club et le premier pour le PSG de Laurent Blanc. Le 22 août 2013, Silva prolonge son contrat avec le Paris Saint-Germain d'une année supplémentaire et se retrouve lié avec le club jusqu'en juin 2018.
En septembre, Thiago Silva est contraint de quitter le terrain lors d'une rencontre de Ligue 1 face à Monaco. Cette blessure l'empêche finalement de retrouver les terrains pendant près de six semaines. Il est finalement de retour en tant que titulaire face à Nice, en championnat. Auteur d'une bonne prestation, il parvient à museler, aux côtés d'Alex, l'attaquant argentin Darío Cvitanich. À partir de décembre 2013, Thiago Silva enchaîne les bonnes prestations et les buts puisqu'il marque trois buts en sept matchs de Ligue 1. Les premiers interviennent à Lyon, lors d'un match remporté 4 buts à 0, puis Sochaux, lors d'une victoire 5 buts à 0. Lors de la réception de Nantes en janvier, il ouvre le score, inscrivant ainsi son troisième but de la saison, aidant les siens à obtenir une victoire 5 buts à 0 face aux Canaris. À la mi-saison, Thiago Silva est désigné meilleur défenseur de Ligue 1 par le journal France Football. À la suite de ses bonnes performances tout au long de l'année 2013, Silva est nommé par ses pairs dans le FIFA/FIFPro World XI pour la première fois de sa carrière.
Le 15 janvier 2014, le défenseur central du Manchester United Football Club, Rio Ferdinand, déclare sur le réseau social Twitter que Thiago Silva est de très loin le meilleur défenseur du monde. Deux semaines plus tard, Silva est l'auteur d'un très bonne performance lors de la victoire deux buts à zéro face au Football Club des Girondins de Bordeaux, passant tout près de l'ouverture du score en début de match. Le capitaine parisien poursuit sur la lancée le 9 février contre l'Association sportive de Monaco football club mais inscrit un but contre-son-camp, permettant aux Monégasques - deuxièmes du championnat à l'issue de la rencontre - d'accrocher le point du match nul,. Lors du huitième de finale aller de Ligue des Champions face au TSV Bayer 04 Leverkusen, Silva est rarement mis en difficulté et parvient à contenir le futur meilleur buteur du championnat allemand, Stefan Kießling. Les Parisiens s'imposent sur le score de quatre buts à zéro, ces quatre buts marqués leur permettant d'aborder le match retour avec sérénité. Début mars, Thiago Silva et ses coéquipiers remportent le Classique face à l'Olympique de Marseille sur le score de deux buts à zéro et augmentent leur avance en championnat.
Le 21 mars 2014, à quelques jours du quart de finale aller de Ligue des Champions, Thiago Silva se fracture l’os zygomatique à la suite d'un contact avec l'attaquant lorientais Vincent Aboubakar,. Le capitaine parisien est ainsi forfait pour le match de championnat face à Nice, le 28 mars. Afin de participer à la double confrontation européenne, le capitaine parisien doit porter un masque de protection en carbone, pour éviter tout risque de blessure au visage. Le 2 avril 2014, il est donc titularisé au Parc des Princes face à Chelsea avec ce masque. En début de match, alors que le PSG mène par un but à zéro face à Chelsea, Thiago Silva concède un penalty, après une faute sur Oscar. La prestation défensive de Thiago Silva est toutefois saluée par la presse et le PSG remporte ce match sur le score de 3 buts à 1 et semble donc en bonne voie pour accéder aux demi-finales. Néanmoins, le Paris Saint-Germain qui a perdu Zlatan Ibrahimović sur blessure lors du match aller, perd le match retour à Stamford Bridge dans les toutes dernières minutes, grâce à un but de Demba Ba à la 87e minute,. Le but marqué à l'aller par Eden Hazard, à l'extérieur, permet ainsi aux joueurs du Chelsea FC de se qualifier pour le tour suivant de la Ligue des Champions,,.
Le 19 avril, 9 jours après l'élimination en Ligue des champions, Thiago Silva remporte la Coupe de la Ligue face à Lyon, sur le score de deux buts à un. Le 7 mai 2014, il remporte son deuxième championnat de France avec le PSG, malgré la défaite du club de la capitale face au Stade rennais au Parc des Princes. Le PSG qui remporte son 4e titre de Ligue 1 et réalise le premier doublé de son histoire, bat de nombreux records sur la saison, portant à 27 le nombre de victoires sur une saison de championnat, notamment. Auteur d'une excellente saison, Thiago Silva fait une nouvelle fois nommé pour le titre de meilleur joueur de Ligue 1. Devancé par son coéquipier Zlatan Ibrahimović, le défenseur parisien fait tout de même partie de l'équipe-type de Ligue 1, pour la deuxième fois consécutive.

#### Saison 2014-2015: retour difficile de Coupe du monde
Thiago Silva est sous le feu des critiques après la Coupe du monde 2014. Il avouera ensuite avoir été en dépression durant plusieurs mois, après cet échec du Brésil en Coupe du monde. Le 8 août 2014, Silva est titularisé face au Stade de Reims en ouverture du championnat de France, après moins de deux semaines de vacances et seulement deux semaines de préparation,. Les Parisiens dominent les Rémois en début de match, ouvrant le score à la 8e minute puis se procurant un penalty - raté par Zlatan Ibrahimović - quelques minutes plus tard. Pourtant, les Rémois égalisent à la 22e minute. En difficulté depuis le début du match, Silva est fautif sur ce but. Ensuite menés deux buts à un, les Parisiens recollent au score en deuxième mi-temps et obtiennent le match nul au Stade Auguste-Delaune. Auteur d'une prestation très décevante, Silva ressent une douleur à la cuisse en toute fin de match,. Néanmoins, il est titularisé trois jours plus tard lors du match amical contre Naples. À la 13e minute de cette rencontre, il se blesse aux ischio-jambiers en voulant faire une talonnade,.
Le 21 octobre 2014, Thiago Silva fait son retour à la compétition face à l'APOEL Nicosie, en Ligue des champions de l'UEFA 2014-2015, après neuf semaines d'indisponibilité,. Quelques jours plus tard, en Ligue 1, Thiago Silva semble avoir retrouvé son meilleur niveau et redonné une certaine sérénité à son équipe après sa bonne prestation face au Football Club des Girondins de Bordeaux,. Pourtant, peu avant la trêve hivernale, le statut de Thiago Silva est remis en cause après sa performances décevante contre le FC Barcelone. Silva et son association avec son coéquipier et compatriote David Luiz sont notamment mis en cause dans les trois buts encaissés par les Parisiens au Camp Nou. Plus que ce match, ce sont les mois de novembre et décembre, marqués par l'inconstance du capitaine parisien et des difficultés apparentes au niveau mental, qui sont critiqués. Pour autant, Thiago Silva est sélectionné par ses pairs dans l'équipe de l'année FIFA/FIFPro World XI, pour la deuxième fois consécutive,.
Thiago Silva connaît des difficultés lors du mois de janvier 2015, au même titre que ses coéquipiers, concédant notamment une lourde défait quatre buts à deux face au Sporting Club de Bastia,. La victoire un but à zéro contre l'Association sportive de Saint-Étienne, en Ligue 1, marque le retour de Thiago Silva au haut niveau,. Face à Rennes, quelques jours plus tard, Silva revient à son meilleur niveau et aide à les siens à remporter une nouvelle victoire en championnat,. Quelques jours plus tard, Silva et ses coéquipiers se qualifient pour la finale de la coupe de la Ligue 2014-2015 après une victoire un but à zéro face au LOSC Lille,. Après le match nul concédé par le Paris Saint-Germain, en Ligue des Champions, face au Chelsea Football Club, la presse française salue la performance de Thiago Silva,. Lors de ce huitième de finale, Silva parvient notamment à contenir l'attaquant des Blues, Diego Costa,.
Début mars, le journal L'Équipe souligne le regain de forme de Thiago Silva, dont les statistiques sont en constante amélioration et l'attitude sur le terrain reste parfaite, puisqu'il n'a commis aucune faute en 630 minutes de jeu. Le capitaine parisien aborde le quart de finale de coupe de France face à Monaco sans avoir commis aucune faute depuis plus de 700 minutes,. Silva commet sa première faute de l'année lors de ce match mais reste très solide défensivement, les Parisiens se qualifiant sur le score de deux buts à zéro pour les demi-finales de la compétition,. Le 11 mars 2015, Thiago Silva est décisif lors du match retour de Ligue des champions, face au Chelsea FC,. Lors des prolongations, Silva concède un penalty qui permet à Chelsea de prendre l'avantage deux buts à un dans la rencontre,. En toute fin du match, à la 114e minute, Silva qualifie les siens en marquant de la tête, sur corner, arrachant ainsi le nul à Stamford Bridge,.
Le 5 avril, le Paris Saint-Germain prend la tête du championnat de France en battant trois buts à deux l'Olympique de Marseille, au Stade Vélodrome. Silva confirme sa bonne forme affichée à Marseille, lors de la victoire quatre buts à un en demi-finale de coupe de France,. Le 11 avril, Silva est le capitaine du Paris Saint-Germain lors de la victoire quatre buts à un face au Sporting Club de Bastia en finale de coupe de la Ligue. Quatre jours plus tard, lors du quart de finale aller de Ligue des Champions contre le FC Barcelone, Silva se blesse en début de match et ne peut empêcher la défaite du club parisien trois buts à un au Parc des Princes,. Absent lors du match retour au Camp Nou, Silva assiste à la troisième élimination d'affilée du PSG en quarts de finale de Ligue des Champions, après une défaite deux buts à zéro des Parisiens.
En mai 2015, le Paris Saint-Germain se rapproche du titre de champion de Ligue 1 en battant l'En avant Guingamp, sur le score de six buts à zéro. Lui-même auteur d'une bonne performance, Silva déclare après cette victoire que le PSG est la meilleure équipe dans laquelle il a joué. Performant face à Montpellier, Thiago Silva obtient un troisième titre de champion de France d'affilée,. Le 22 mai, l'ancien joueur de l'Associazione Calcio Milan, Paolo Maldini, déclare que Thiago Silva est le meilleur défenseur du monde. Quelques jours plus tard, le 30 mai 2015, Silva remporte la Coupe de France face à Auxerre. Son club réalise ainsi le quadruplé historique puisqu'il remporte le Trophée des Champions, la Coupe de France, la Coupe de la Ligue et le championnat de France de Ligue 1. À titre personnel, Silva est présent pour la troisième année consécutive dans l'équipe de l'année UNFP de Ligue 1.
| Saison    | Montant (M d'€) |
| 2012-2013 | 7,5,            |
| 2013-2014 | 10,             |
| 2014-2015 | 15              |
| 2015-2016 | 23              |

À la suite d'une enquête de France Football, on apprend que Thiago Silva détrône Zlatan Ibrahimović des joueurs les mieux payés de Ligue 1 (23 M contre 15 M).

#### Saison 2015-2016
Le 1er août 2015, Thiago Silva participe à son troisième Trophée des Champions avec le Paris Saint-Germain Football Club, au Canada. Les Parisiens s'imposent face à l'Olympique lyonnais sur le score de 2 buts à 0 et remportent leur premier trophée de la saison. Tout au long de cette saison 2015-2016, il confirme son statut de titulaire indiscutable en charnière centrale, aux côtés de David Luiz, et reste une nouvelle fois le capitaine du Paris Saint-Germain. Thiago Silva inscrit son premier - et seul - but de la saison lors de la deuxième journée de Ligue 1 face au Gazélec Football Club Ajaccio en reprenant de la tête un corner frappé par Thiago Motta,.

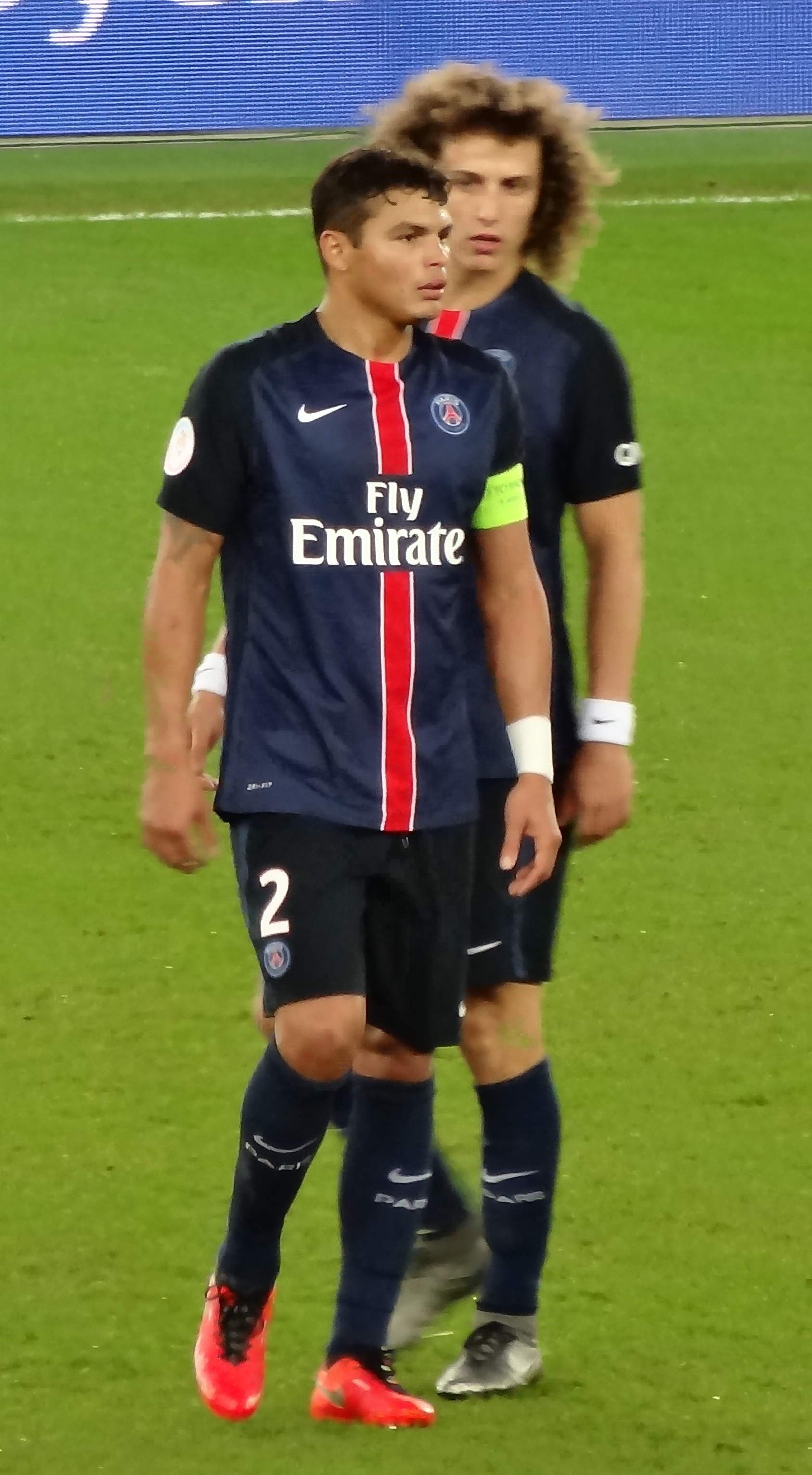
Thiago Silva et David Luiz forment la charnière centrale en 2015-2016.

Thiago Silva et les siens dominent largement la première moitié de saison en Ligue 1, avec de larges victoires face à l'Association sportive de Monaco football club (victoire 3 buts à 0) ou l'Association sportive de Saint-Étienne (victoire 4 buts à 1), notamment. En novembre 2015, le capitaine parisien déclare son souhait de rester au club pendant encore plusieurs années, voire jusqu'à la fin de sa carrière. Malgré des difficultés rencontrées à Angers, par exemple, les victoires au mois de décembre face à l'Olympique lyonnais (5 buts à 1) ou au Stade Malherbe Caen Calvados Basse-Normandie (3 buts à 0) traduisent la bonne forme du club de la capital. Les performances de Thiago Silva et de ses coéquipiers permettent au PSG de prendre de l'avance au classement de la Ligue 1, dès la trêve hivernale,, puisque le club termine l'année avec 51 points et en première place du championnat. En Ligue des champions, lors des phases de poule, la défense du Paris Saint-Germain n'encaisse qu'un seul but, face au Real Madrid. La double confrontation face au club espagnol se révèle compliquée, les Parisiens accrochant le nul au Parc des Princes avant de perdre au stade Santiago-Bernabéu. Thiago Silva est toutefois l'auteur de bonnes performances lors de ces deux matchs,, intégrant ainsi l'équipe type de la phase de poules de la Ligue des Champions. Le 11 janvier 2016, il est présent pour la troisième fois consécutive dans l'équipe mondiale des meilleurs joueurs de l'année établie par la FIFA.
Thiago Silva et le PSG débutent l'année 2016 sur une victoire en Ligue 1, deux buts à zéro face au Sporting Club de Bastia. Le capitaine doit cependant quitter le terrain en cours de match après une douleur ressentie à la cheville. Un mois plus tard, le Paris Saint-Germain affronte le Chelsea Football Club lors du huitième de finale aller de Ligue des Champions. Disputé au Parc des Princes, le match se solde sur une victoire deux buts à un des Parisiens, le PSG étant bien aidé défensivement par Thiago Silva, auteur d'une très bonne prestation. Quelques jours plus tard, le 28 février 2016, Thiago Sliva honore son centième match de Ligue 1, contre Lyon. Thiago Silva ainsi que ses coéquipiers se retrouvent rapidement en difficulté au Parc Olympique lyonnais. La première période du match est fatale aux Parisiens : ils ne parviennent pas à se procurer d'occasions franches et doivent encaisser deux buts, à la 16e puis à la 45e minute,. Après une situation compliquée qui aurait pu se solder par un but contre son camp du capitaine parisien, Thiago Silva s'incline face à Sergi Darder qui le dribble d'un coup du sombrero avant de tromper Kevin Trapp d'un extérieur du pied,. Malgré la réduction du score de Lucas, le Paris Saint-Germain s'incline par deux buts à un et voit sa série d'invincibilité de 36 matchs et 350 jours s'arrêter lors de cette 28e journée de championnat.
Le 9 mars, Thiago Silva dispute le huitième de finale retour de Ligue des Champions, à Stamford Bridge. Les Parisiens se qualifient pour le tour suivant de la compétition en remportant ce match sur le score de deux buts à un. Le capitaine du PSG est une nouvelle fois performant, malgré un duel perdu face à Diego Costa qui amène l'égalisation des Blues,,. Forts de leur succès en coupe d'Europe, Thiago Silva et le PSG sont sacrés champions de France pour la quatrième fois consécutive, dès la 30e journée de Ligue 1. Lors de cette journée, le club de la capitale, opposé à l'ESTAC Troyes, s'impose sur le score de neuf buts à zéro. Malgré de très bonnes performances en Ligue 1, et une domination dans cette compétition, le joueur parisien n'obtient pas de titre de meilleur joueur du mois. Il est cependant présent, en fin de saison, dans l'équipe type de Ligue 1, composée essentiellement de joueurs parisiens.
Lors des quarts de finale de Ligue des Champions, le Paris Saint-Germain est confronté au Manchester City Football Club. Mis en difficulté défensivement et inoffensifs, les Parisiens n'obtiennent que le match nul deux buts partout face au club anglais, à domicile. Ils se présentent donc à l'Etihad Stadium avec l'obligation de marquer pour se qualifier. Ils encaissent finalement un but en fin de match et s'inclinent face aux champions d'Angleterre en titre. Thiago Silva est pourtant l'auteur de bonnes prestations lors des deux confrontations face aux Citizens,, et est tout proche d'ouvrir le score lors du match retour. Au même titre que lors de ses matchs de Ligue des Champions, les performances de Thiago Silva sont saluées unanimement par la presse française et internationale durant toute la saison. S'il n'est pas toujours présenté comme le meilleur défenseur du monde, il est désigné comme l'un des tout meilleurs.
Le 23 avril, Thiago Silva remporte une troisième Coupe de la Ligue d'affilée contre le LOSC. Ce match se conclut sur une victoire 2 à 1 des Parisiens alors qu'ils évoluent à 10 pendant plusieurs minutes, à la suite de l'exclusion d'Adrien Rabiot. Il compte alors 11 trophées avec le PSG, remportés en moins de quatre ans et rentre encore un peu plus dans l'histoire du club. Un mois plus tard, Thiago Silva participe à la finale de Coupe de France face à Marseille. En gagnant 4-2 face à son rival, le PSG réalise un deuxième quadruplé national. Il s'agit du 11e trophée pour Thiago Silva, au Paris Saint-Germain.
Avec 26,5 millions d'euros de revenus chaque année (d'après France Football), il est le cinquième joueur de football le mieux payé au monde (salaire de 23 millions d'euros, primes et revenus publicitaires). Son salaire est cependant inférieur à celui de son coéquipier Ángel Di María qui touche 24 millions d'euros par an, soit 2 millions d'euros par mois.

#### Saison 2016-2017: prolongation jusqu'en 2020
Orpheline de Zlatan Ibrahimović, cette saison du PSG fut décevante pour Thiago Silva et son nouvel entraîneur Unai Emery. Pour la première fois, il ne remporta pas le titre de champion de France, mais conserve les trois autres trophées nationaux. La déception survient surtout lors du parcours en Ligue des champions où le club l'emporte 4-0 à l'aller contre le FC Barcelone sans Thiago Silva, avant de subir la remontada (6-1) au retour au Camp Nou, cette fois-ci avec la Thiago Silva dans les rangs.
À 31 ans, le club renouvelle pourtant sa confiance à Thiago Silva, en le prolongeant jusqu'en 2020, avec un confortable salaire.

#### Saison 2017-2018

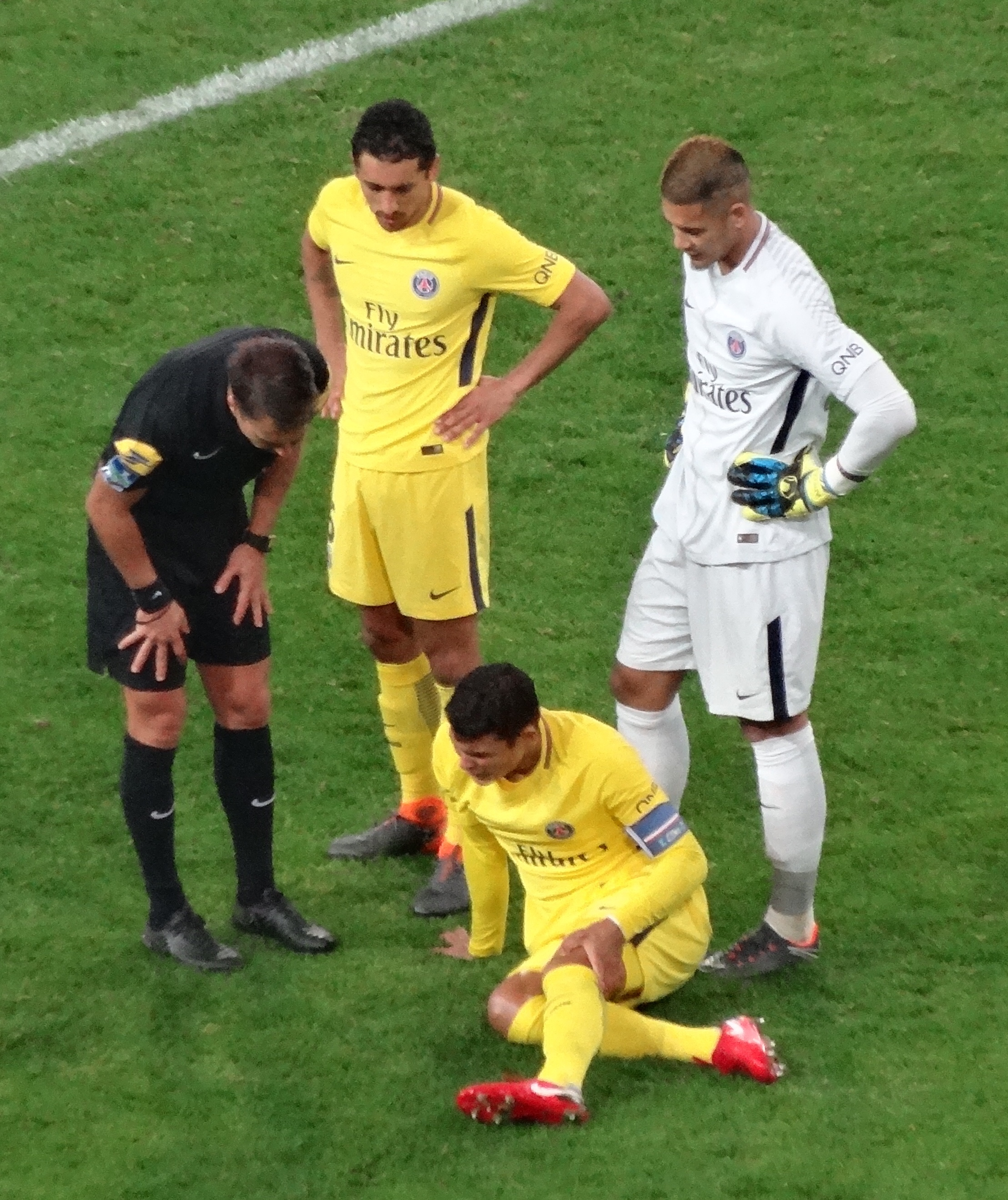
Thiago Silva (au sol) forme la défense centrale avec Marquinhos

En 2017-2018, le PSG renforcé par Dani Alves, Neymar et Mbappé est encore attendu sur la scène européenne. Le 14 février 2018, Unai Emery décide de titulariser Presnel Kimpembe à la place de Thiago Silva pour le choc de Ligue des champions face au Real Madrid, où le PSG est encore éliminé dès les huitièmes de finale.
Les Parisiens se contentent d'un nouveau quadruplé national (le troisième de l'histoire). Thiago Silva inscrira son seul but de la saison contre le FC Metz le 11 mars 2018.

#### Saison 2018-2019
Thiago Silva commence sa saison avec un titre lors du trophée des champions (victoire 4-0 contre Monaco, le sixième consécutif de Thiago Silva). Le nouvel entraîneur Thomas Tuchel confirme Thiago Silva comme capitaine. De temps à autre, il sera parfois suppléé par Marquinhos. La concurrence s'accroit également en défense avec l'émergence du néo-champion du Monde Presnel Kimpembe et du jeune espoir Thilo Kehrer. Gianluigi Buffon garde la cage et dirige la défense, en alternance avec Alphonse Areola.
Malgré la victoire lors des 8e de finale aller de Ligue des champions face à Manchester United, 0-2, le PSG ne parvient pas à se qualifier pour le tour suivant après une défaite, 1-3 au retour.

#### Saison 2019-2020: 4 titres et une finale de Ligue des champions
Dans la dernière année de son contrat, Thiago Silva voit revenir son compatriote Leonardo à la direction sportive du club. Désireux de prolonger à Paris malgré ses 35 ans, il reste un élément important de l'effectif coaché par Thomas Tuchel. Il s'adapte également à l'arrivée d'un nouveau gardien (le cinquième depuis qu'il est à Paris), avec la signature de Keylor Navas.
En avril 2020, alors que le championnat est suspendu pour cause de pandémie de coronavirus, le joueur rentre au Brésil d'où il déclare qu'il aimerait rejouer à Fluminense. Le 30 avril, c'est depuis son pays natal qu'il apprend l'obtention du titre de champion, après que la saison ait été définitivement arrêtée en raison des conditions sanitaires. Le 8 juin 2020 Leonardo déclare que le club ne prolongera pas le contrat de son capitaine. Pour autant, quelques jours plus tard, le capitaine accepte de prolonger de deux mois, afin de disputer les finales de coupes nationales et la fin de la Ligue des champions En juillet, il soulève la Coupe de France (victoire 1-0 contre l'AS Saint-Étienne), puis la Coupe de la Ligue (victoire aux tirs au but face à l'Olympique lyonnais), avant de rejoindre Lisbonne pour le final européen.
Après avoir éliminé l'Atalanta Bergame et le RB Leipzig, Thiago Silva dispute son dernier match avec le PSG, le 23 août 2020 en finale de la Ligue des Champions, contre le Bayern Munich (défaite 1-0).
Le 26 août 2020, il annonce son départ du club la capitale,. Sous les couleurs du Paris Saint-Germain, Thiago Silva aura joué 315 matchs, inscrit 17 buts et gagné 23 trophées (7 championnats de France, 6 Coupes de la Ligue, 5 Coupes de France et 5 Trophées des champions),.
En 2022, le magazine So Foot le classe dans le top 1000 des meilleurs joueurs du championnat de France, à la 55e place.

### Départ pour la Premier League au Chelsea FC (2020-2024)
Le 28 août 2020, Thiago Silva signe officiellement au Chelsea FC pour une durée d'un an, avec une autre en option,,. Il fait ses débuts avec sa nouvelle équipe le 24 septembre 2020 face à Barnsley en League Cup. Son nouvel entraineur, Frank Lampard le considère comme un pion important de la défense de Chelsea et lui confie plusieurs fois le brassard de capitaine.
Le 26 janvier 2021, son ancien entraineur au PSG Thomas Tuchel débarque sur le banc de Chelsea après le départ de Lampard. Silva reste un cadre important du onze titulaire de l'équipe et évolue cette fois au coeur d'une défense à trois défenseurs.
Ironie du sort, un an après son départ du PSG, il se qualifie à nouveau pour la finale de la Ligue des champions 2020-2021 pour la seconde année consécutive, sous les ordres Tuchel, lui-même limogé du PSG le 29 décembre 2020. Thiago Silva était titulaire lors des deux demi-finales face au Real Madrid et a serré fort dans ses bras son "ex-nouvel" entraineur au soir de la victoire du 05 mai 2021

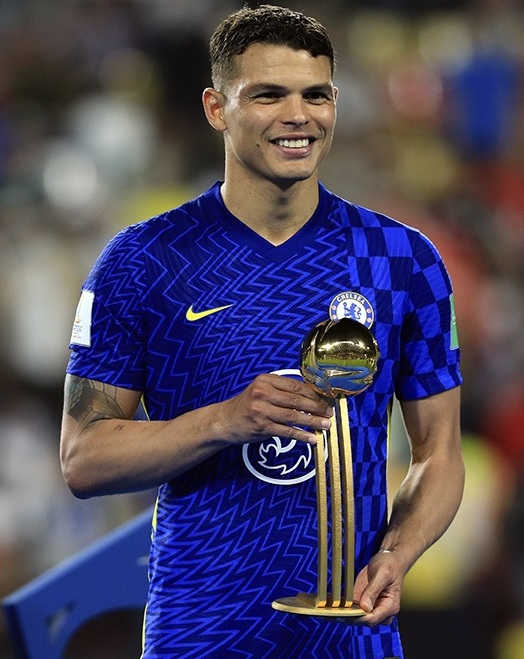
Silva sous les couleurs de Chelsea en 2022.

À la suite de cette victoire, il déclare à la presse : « Le PSG a fait son choix, de me laisser partir, de dégager Tuchel aussi. C'est difficile à expliquer, pour moi c'était triste, mais le plus important c'est qu'on soit contents ici avec Chelsea. C'est notre rêve aussi de gagner la Ligue des champions cette année. C'est spécial, surtout car jusqu'à 35 ans, je ne suis jamais allé en demie, et en deux ans je suis deux fois en finale. »
Le 29 mai 2021, il remporte pour la première fois de sa carrière à l'âge de 36 ans avec Chelsea, la Ligue des champions 2020-2021 (victoire 1-0 contre Manchester City).
Le 4 juin, Thiago Silva prolonge son contrat d'une année supplémentaire, soit jusqu'en 2022 . Le 11 juin il remporte la Supercoupe de l'UEFA contre Villarreal, ajoutant ainsi une nouvelle ligne à son palmarès. Le 21 septembre, il ouvre le score lors du derby face à Tottenham et célèbre devant les supporters des Blues en embrassant le badge de Chelsea. Ce geste fait grimper sa popularité déjà en hausse au sein du club londonien.
Auteur d'une première partie de saison de très grande qualité, il prolonge une nouvelle fois son contrat pour une année supplémentaire le 3 janvier 2022 . En février 2022, Silva remporte la Coupe du monde des clubs en étant élu meilleur joueur du tournoi. Il termine sa seconde saison à Londres en ayant joué 48 matchs toutes compétitions confondues.
Il entame ensuite sa troisième saison sous les couleurs des Blues qui déjouent les pronostics vers le bas en trônant à la 10e place dès Novembre après une série de matchs sans victoire jamais vue depuis le rachat du club en 2003. Thiago Silva sera cependant l'une des uniques satisfactions de la saison côté Chelsea, et reste l'un des meilleurs défenseurs de Premier League malgré ses 38 ans. Ses prestations encouragent d'ailleurs le club à envisager une prolongation pour ses services. Il sera élu joueur de l'année de Chelsea par les supporters et par ses coéquipiers, et mettra fin à toute rumeur l'envoyant au Brésil en réaffirmant son amour pour les Blues.
Il poursuit son parcours avec le club londonien jusqu'en Juin 2024. Le 12 Novembre 2023, Thiago Silva inscrit un but de la tête lors du match Chelsea face à Manchester City (4-4).
En fin de contrat, Chelsea annonce le 29 avril 2024 que le contrat de Thiago Silva ne sera pas renouvelé et qu'il quittera le club à l'issue de la saison. Il joue son dernier match avec Chelsea à Stamford Bridge le 19 mai contre Fulham (victoire 2-1 de Chelsea). A l'issue de ce dernier un hommage lui est rendu par les supporters londoniens scandant "Oh Thiago Silva" et quitte la capitale anglaise en étant considéré comme une légende du club.

### Retour au Brésil, à Fluminense (depuis 2024)
Quelques jours après l'annonce de son départ du club londonien, le Fluminense Football Club annonce son retour  le 07 mai 2024. Il retournera au Brésil après l'expiration de son contrat avec Chelsea. Âgé de 39 ans lors de sa signature, il s'engage avec son club formateur jusqu'en 2026, 12 ans après l'avoir quitté.

### Carrière internationale

#### Débuts en sélection nationale
Après avoir réalisé une bonne saison avec le Fluminense Football Club, Thiago Silva est présélectionné pour participer à la Copa América 2007 mais n'est pas retenu au sein de l'équipe du Brésil qui remportera la compétition. Il est ensuite retenu pour disputer un match amical contre l'Algérie, le 15 août, mais n'entre finalement pas en jeu.
En juin 2008, Silva est sélectionné par Dunga pour participer aux Jeux olympiques de 2008 en tant que joueur de plus de 23 ans, à l'instar de Ronaldinho,,. Silva participe ainsi aux matchs amicaux face à Singapour puis face au Viêt Nam mais se blesse à l'épaule lors de ce-dernier. Laissé sur le banc lors du premier match de la compétition et face à la Nouvelle-Zélande, Silva fait son retour lors de la victoire trois buts à zéro du Brésil contre la Chine. Par la suite, Silva ne participe à aucun des matchs du Brésil,, hormis contre la Belgique contre laquelle il rentre en jeu à la 71e minute et obtient la médaille de bronze du tournoi.
En octobre 2008, Thiago Silva dispute ses premiers matchs en équipe première face au Venezuela puis face à la Colombie, comptant tous deux pour les qualifications à la coupe du monde 2010,. Un mois plus tard, Silva est déterminant lors de la large victoire du Brésil, six buts à deux, face au Portugal en match amical puisqu'il parvient à prendre le dessus sur Cristiano Ronaldo notamment,.
Après deux matchs amicaux en novembre 2009 et une bonne performance face à l'équipe d'Angleterre, Silva n'est pas utilisé face à l'Irlande en mars 2010, ni lors du dernier match amical précédant la coupe du monde 2010, face à la Tanzanie en juin 2010.
Sélectionné pour disputer la Coupe du monde 2010, Silva reste néanmoins sur le banc durant toute la compétition. Le Brésil est, quant à lui, éliminé dès les quarts de finale de la compétition.

#### Capitaine de la sélection et victoire en coupe des confédérations

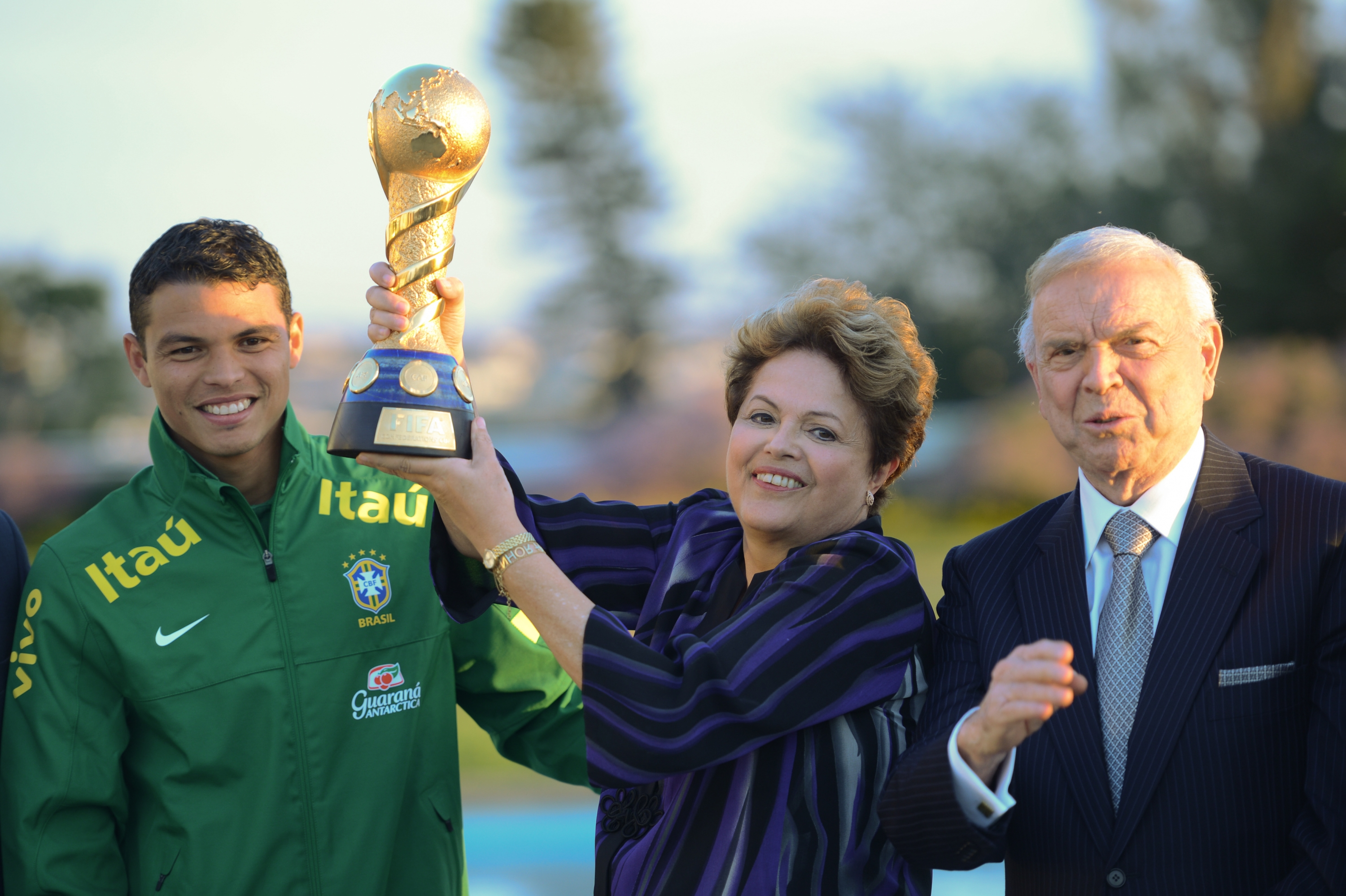
Thiago Silva en compagnie de la présidente du Brésil, Dilma Rousseff tenant la Coupe des confédérations 2013.

Avec l'objectif de remporter la coupe du monde 2014 organisée au Brésil, la fédération brésilienne installe Mano Menezes à la tête de la sélection. Le nouveau sélectionneur s'appuie sur de nouveaux joueurs tels que Neymar mais souhaite également choisir un joueur plus expérimenté tel que Silva pour devenir capitaine de la sélection. Le 10 août 2010, Silva est pour la première fois capitaine du Brésil lors d'un match amical contre les États-Unis, au cours duquel il forme, avec David Luiz, la nouvelle charnière centrale de la Seleção.
Malgré la perte de son brassard de capitaine peu avant la Copa América 2011, Silva est sélectionné pour participer à la compétition. Opposé au Paraguay lors des quarts de finale, les deux équipes doivent se départager aux tirs au but. Au même titre que trois de ses coéquipiers, Silva manque son tir au but et est éliminé de la Copa América. Fin 2011, Thiago Silva retrouve le brassard de capitaine de la sélection du Brésil.
L'année suivante, il participe en tant que joueur de plus de 23 ans aux Jeux olympiques de Londres. Titulaire en défense centrale durant toute la compétition,,,,, son équipe encaisse un but dès la première minute de la finale face au Mexique et s'incline finalement sur le score de deux buts à un. Après avoir obtenu une médaille de bronze en 2010, Silva décroche une médaille d'argent. Quelques semaines plus tard, le 30 mai 2012, Thiago Silva marque son premier but sous le maillot de l'équipe brésilienne lors d'un match remporté quatre buts à un face aux États-Unis,.
En 2013, il remporte la Coupe des confédérations 2013 face à l'Espagne (3-0) qui se dispute au Brésil. En tant que capitaine de la sélection nationale, il soulève la coupe, sur le sol brésilien, où l'on n'avait pas remporté de compétition internationale depuis la Copa América de 1989, qui se déroulait au Brésil.

#### Coupe du monde 2014
Thiago Silva fait ses premiers pas en Coupe du monde lors de la Coupe du monde de football de 2014 organisée au Brésil. Le Brésil remporte le match d'ouverture 3-1 face à la Croatie mais le match est entaché de polémiques sur l’arbitrage. L'arbitre du match Yūichi Nishimura est notamment montré du doigt après avoir accordé un penalty jugé généreux par la presse puis refusé un but aux Croates, en toute fin de match.
Lors des phases à élimination directe, il est très critiqué par les médias notamment pour avoir refusé de tirer un penalty lors de la séance de tirs au but en huitièmes de finale et également pour s'être mis à l'écart du groupe brésilien ne prenant pas ses responsabilités de capitaine. Son équipe réussit tout de même à se qualifier pour le tour suivant.
Le 4 juillet 2014, lors des quarts de finale face à la Colombie, Thiago Silva répond à ses détracteurs en marquant un but à la 7e minute. Il écope ensuite d'un carton jaune à la 65e minute en voulant s'emparer du ballon pendant le dégagement du gardien colombien et se retrouve privé de demi-finale. La Fédération du Brésil demande même à la FIFA d'annuler la suspension de son capitaine, faveur qui ne sera pas acceptée par les instances du football mondial.
Le 8 juillet 2014, en son absence (il est remplacé par Dante), ainsi que celle de l'attaquant star brésilien Neymar, blessé lors du match précédent, la Seleção subit sa plus écrasante défaite à domicile face à l'Allemagne (7-1). Cette défaite est jugée comme une catastrophe historique par les médias internationaux et brésiliens qui n'avaient jamais connu une telle déroute depuis la finale de la Coupe du monde 1950 face à l'Uruguay.

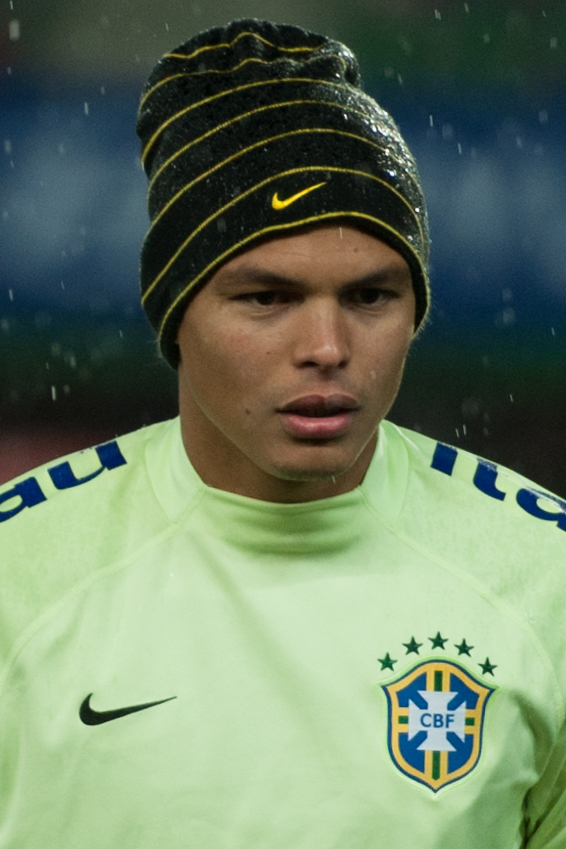
Thiago Silva à l'échauffement avec le Brésil, lors d'un match amical contre l'Autriche.

Lors de la « petite finale » contre les Pays-Bas, Thiago Silva est de retour mais il ne peut pas empêcher une nouvelle défaite cinglante (3-0). Il contribue même à la victoire des Oranjes en provoquant un penalty dès les premières secondes de jeu.
Le 4 septembre 2014, le nouveau sélectionneur du Brésil Dunga retire le brassard de capitaine à Thiago Silva au profit de l'attaquant Neymar, tout juste âgé de 22 ans.

#### Copa América 2015 et écart de la sélection
Il est sélectionné pour la Copa América 2015, il n'est pas titulaire lors de la première rencontre, mais joue ensuite les deux autres matchs de poule. Il ouvre le score face au Venezuela lors du dernier match de poule décisif. Lors du quart de finale face au Paraguay, Thiago Silva concède un penalty qui permet au Paraguay d'égaliser, puis refuse, comme à la Coupe du monde de football de 2014, de tirer un penalty lors de la séance de tirs au but.
Depuis cette Copa América 2015, le sélectionneur brésilien Dunga refuse de convoquer l'ancien capitaine de la Seleção. Il affirme à plusieurs reprises qu'il n'a pas tenu son rôle de leader du groupe brésilien et qu'il ne s'est pas comporté de manière professionnelle (déclarations à la suite de la perte du brassard de capitaine). Malgré la pression exercée par la Confédération brésilienne de football et les performances affichées par le capitaine du PSG, il refuse catégoriquement de le sélectionner. Il déclare, en avril 2016 : « Il est meilleur en dehors qu'à l'intérieur la Seleçao ».
En février 2016, lors d'une interview avec le journaliste français Pierre Ménès, il revient sur la dépression qu'il a vécue à la suite de la Coupe du monde 2014 et dit son incompréhension de ne plus être sélectionné par Dunga. Il clame aussi son innocence vis-à-vis de la déroute 7-1 face à l'Allemagne, rencontre à laquelle il n'a pas pris part. Le 29 avril 2016, Thiago Silva ne fait pas partie de la liste de 40 joueurs pré-sélectionnés pour la Copa América Centenario, au même titre que David Luiz. Il ne jouera donc pas la compétition aux États-Unis. Parmi les défenseurs brésiliens parisiens, seul Marquinhos est convoqué par Dunga,.
Le 16 juin 2016, quelques jours après l'éviction de Dunga, Thiago Silva fait partie des trente-cinq joueurs pré-sélectionnés pour participer aux Jeux olympiques de Rio de Janeiro, en août 2016 au Brésil,. Cependant, il ne fait pas partie de la liste définitive.

#### Retour en sélection
Le 16 septembre 2016, il est rappelé en sélection par le nouveau sélectionneur Tite, un an après avoir été écarté par Dunga. Tite le convoque pour la coupe du monde 2018 en Russie. Lors de la phase de groupes, il marque un but sur corner lors du dernier match contre la Serbie. Les Brésiliens atteindront les quarts de finale où ils seront éliminés par la Belgique (1-2).
Un an plus tard, Thiago Silva remporte la Copa América 2019 au Brésil et met fin à son cauchemar de 2014 et cette défaite 7-1 face à l'Allemagne, il forme la charnière centrale avec son coéquipier en club Marquinhos. Il joue un rôle clé dans la compétition en étant le véritable patron de la défense brésilienne qui ne concède qu'un seul but sur pénalty contre le Pérou en finale et qui en plus de ça, fait preuve d'une grande solidité durant toute la compétition, comme face à l'Argentine où son équipe s'impose 2-0. Toutefois, lors de la finale suivante lors de la Copa América 2021, il s'inclinera avec son équipe face à l'Argentine sur un but d'Ángel Di María.
Le 7 novembre 2022, il est sélectionné par Tite pour participer à la Coupe du monde 2022.

## Style de joueur
Calme et appliqué,, Thiago Silva est très rarement sanctionné. Son jeu "propre" sur le terrain apporte une sérénité certaine à sa défense. Sa bonne lecture du jeu, son placement efficace, et un excellent jeu de tête,, lui permettent d'intercepter de nombreux ballons et de couper la plupart des offensives adverses. Son sens de l'anticipation lui permettent de défendre "debout", restant sur ses appuis,. Sa qualité technique lui permet d'effectuer de bonnes relances, et sa vision du jeu lui permet parfois de mettre dans de bonnes situations ses attaquants. Très rapide, ce qui est rare pour un défenseur central, et doté d'une frappe puissante, Thiago Silva n'a pas de difficulté à se projeter vers l'avant lorsque le jeu le nécessite. Cela a parfois incité l'entraîneur milanais Massimiliano Allegri à le faire évoluer plus haut dans le terrain au poste de milieu défensif (par ex. en 1/8 de finale de la Ligue des champions 2011 contre Tottenham). Il est ainsi l'un des défenseurs les plus complets au monde, capable d'apporter à son équipe tant au niveau défensif qu'offensif.
Thiago Silva déclare s'être inspiré du défenseur paraguayen Carlos Gamarra, ainsi que de la paire Lúcio et Juan.

### Citations
Thiago Silva est décrit par ses pairs comme un défenseur complet, avec peu de défauts et capable, au vu de sa régularité de diriger n'importe quelle défense.
- Laurent Blanc :

« Il voit très bien le jeu, possède une très bonne qualité de jeu long et un jeu de tête très performant. Il est très solide dans les duels, à terre comme en hauteur. Il est complet, n’a aucune faille. C’est un défenseur moderne parce qu’il est aussi fort défensivement que beaucoup d’autres, mais il a quelque chose en plus que ceux-là : quand il a le ballon, il sait quoi en faire ! Pour moi, c’est le meilleur défenseur du monde. »
- Carlo Ancelotti :

« Thiago Silva est le meilleur défenseur central du monde. Il a toutes les qualités du monde. Il est intelligent, il va vite, il a la qualité technique... Il a tout ! »
- Paolo Maldini :

« Dans le monde, aujourd’hui, Thiago Silva est le seul défenseur qui peut changer l’issue d’un match. »
- Rolland Courbis :

« J'ai rarement vu un arrière central aussi complet et aussi fort. Je suis émerveillé. Ce qui me frappe le plus, ce sont sa tranquillité, notamment dans la relance, et sa distance de marquage.[...] Dans des situations où tu es déjà content quand ton défenseur arrive à dégager, lui relance. Ce sont deux choses totalement différentes. Il se trompe rarement. C'est aussi un bon joueur de la tête. »
- Luis Fernandez :

« Il dégage de la facilité. Ce n’est pas pour rien que le PSG a dépensé 50M€ pour s’attacher ses services. C’est un défenseur qui en impose dans la relance, le jeu de tête, l’anticipation. C’est Monsieur Propre et en plus, c’est un vrai leader ! »
- Ronaldo :

« Thiago Silva est sans aucun doute le meilleur défenseur central du monde. Il a des qualités insolentes. C’est un symbole d’élégance, comme l’était Franz Beckenbauer. Il marche sur ses traces. »

## Statistiques

### En club
| Saison                | Club                  | Championnat           | Championnat | Championnat | Coupe nationale | Coupe nationale | Coupe de la Ligue | Coupe de la Ligue | Supercoupe | Supercoupe | Compétition(s) continentale(s) | Compétition(s) continentale(s) | Compétition(s) continentale(s) | Coupe du monde des clubs | Coupe du monde des clubs | Championnat régional | Championnat régional | Total | Total |
| Saison                | Club                  | Division              | M.          | B.          | M.              | B.              | M.                | B.                | M.         | B.         | Comp.                          | M.                             | B.                             | M.                       | B.                       | M.                   | B.                   | M.    | B.    |
| 2004                  | EC Juventude          | Brasileirão           | 28          | 3           | 1               | 0               | -                 | -                 | -          | -          | -                              | -                              | -                              | -                        | -                        | 7                    | 0                    | 36    | 3     |
| 2004-2005             | FC Porto              | Liga Sagres           | -           | -           | -               | -               | -                 | -                 | -          | -          | -                              | -                              | -                              | -                        | -                        | -                    | -                    | 0     | 0     |
| 2005                  | Dynamo Moscou (prêt)  | Premier-Liga          | -           | -           | -               | -               | -                 | -                 | -          | -          | -                              | -                              | -                              | -                        | -                        | -                    | -                    | 0     | 0     |
| 2006                  | Fluminense            | Brasileirão           | 31          | 0           | 8               | 0               | -                 | -                 | -          | -          | CS                             | 4                              | 0                              | -                        | -                        | 4                    | 0                    | 47    | 0     |
| 2007                  | Fluminense            | Brasileirão           | 30          | 5           | 12              | 3               | -                 | -                 | -          | -          | -                              | -                              | -                              | -                        | -                        | 9                    | 0                    | 51    | 8     |
| 2008                  | Fluminense            | Brasileirão           | 20          | 1           | -               | -               | -                 | -                 | -          | -          | CL                             | 12                             | 3                              | -                        | -                        | 14                   | 3                    | 46    | 7     |
| Sous-total            | Sous-total            | Sous-total            | 81          | 6           | 20              | 3               | -                 | -                 | -          | -          | -                              | 16                             | 3                              | -                        | -                        | 27                   | 3                    | 144   | 15    |
| 2009-2010             | AC Milan              | Serie A               | 33          | 2           | -               | -               | -                 | -                 | -          | -          | C1                             | 7                              | 0                              | -                        | -                        | -                    | -                    | 40    | 2     |
| 2010-2011             | AC Milan              | Serie A               | 33          | 1           | 3               | 0               | -                 | -                 | -          | -          | C1                             | 6                              | 0                              | -                        | -                        | -                    | -                    | 42    | 1     |
| 2011-2012             | AC Milan              | Serie A               | 27          | 2           | 2               | 0               | -                 | -                 | 1          | 0          | C1                             | 7                              | 1                              | -                        | -                        | -                    | -                    | 37    | 3     |
| Sous-total            | Sous-total            | Sous-total            | 93          | 5           | 5               | 0               | -                 | -                 | 1          | 0          | -                              | 20                             | 1                              | -                        | -                        | -                    | -                    | 119   | 6     |
| 2012-2013             | Paris Saint-Germain   | Ligue 1               | 22          | 0           | 1               | 0               | 2                 | 1                 | -          | -          | C1                             | 9                              | 2                              | -                        | -                        | -                    | -                    | 34    | 3     |
| 2013-2014             | Paris Saint-Germain   | Ligue 1               | 28          | 3           | 2               | 0               | 4                 | 0                 | 1          | 0          | C1                             | 7                              | 0                              | -                        | -                        | -                    | -                    | 42    | 3     |
| 2014-2015             | Paris Saint-Germain   | Ligue 1               | 26          | 1           | 5               | 0               | 3                 | 0                 | 0          | 0          | C1                             | 6                              | 1                              | -                        | -                        | -                    | -                    | 40    | 2     |
| 2015-2016             | Paris Saint-Germain   | Ligue 1               | 30          | 1           | 4               | 0               | 2                 | 0                 | 1          | 0          | C1                             | 9                              | 0                              | -                        | -                        | -                    | -                    | 46    | 1     |
| 2016-2017             | Paris Saint-Germain   | Ligue 1               | 27          | 3           | 3               | 1               | 3                 | 2                 | 0          | 0          | C1                             | 7                              | 0                              | -                        | -                        | -                    | -                    | 40    | 6     |
| 2017-2018             | Paris Saint-Germain   | Ligue 1               | 25          | 1           | 5               | 0               | 2                 | 0                 | 1          | 0          | C1                             | 6                              | 0                              | -                        | -                        | -                    | -                    | 39    | 1     |
| 2018-2019             | Paris Saint-Germain   | Ligue 1               | 25          | 0           | 4               | 0               | 2                 | 0                 | 1          | 0          | C1                             | 7                              | 0                              | -                        | -                        | -                    | -                    | 39    | 0     |
| 2019-2020             | Paris Saint-Germain   | Ligue 1               | 21          | 0           | 3               | 1               | 1                 | 0                 | 1          | 0          | C1                             | 9                              | 0                              | -                        | -                        | -                    | -                    | 35    | 1     |
| Sous-total            | Sous-total            | Sous-total            | 204         | 9           | 27              | 2               | 19                | 3                 | 5          | 0          | -                              | 60                             | 3                              | 0                        | 0                        | -                    | -                    | 315   | 17    |
| 2020-2021             | Chelsea FC            | Premier League        | 23          | 2           | 2               | 0               | 1                 | 0                 | -          | -          | C1                             | 8                              | 0                              | -                        | -                        | -                    | -                    | 34    | 2     |
| 2021-2022             | Chelsea FC            | Premier League        | 32          | 3           | 3               | 0               | 2                 | 0                 | -          | -          | C1                             | 9                              | 0                              | 2                        | 0                        | -                    | -                    | 48    | 3     |
| 2022-2023             | Chelsea FC            | Premier League        | 27          | 0           | -               | -               | -                 | -                 | -          | -          | C1                             | 8                              | 0                              | -                        | -                        | -                    | -                    | 35    | 0     |
| 2023-2024             | Chelsea FC            | Premier League        | 31          | 3           | 4               | 1               | 3                 | 0                 | -          | -          | -                              | -                              | -                              | -                        | -                        | -                    | -                    | 38    | 4     |
| Sous-total            | Sous-total            | Sous-total            | 113         | 8           | 9               | 1               | 6                 | 0                 | -          | -          | -                              | 25                             | 0                              | 2                        | 0                        | -                    | -                    | 155   | 9     |
| 2024                  | Fluminense            | Brasileirão           | 15          | 0           | 1               | 0               | -                 | -                 | -          | -          | CL                             | 4                              | 1                              | -                        | -                        | -                    | -                    | 20    | 1     |
| 2025                  | Fluminense            | Brasileirão           | 11          | 0           | -               | -               | -                 | -                 | -          | -          | CS                             | 2                              | 0                              | 5                        | 0                        | 7                    | 1                    | 25    | 1     |
| Sous-total            | Sous-total            | Sous-total            | 26          | 0           | 1               | 0               | -                 | -                 | -          | -          | -                              | 6                              | 1                              | 5                        | 0                        | 7                    | 1                    | 45    | 2     |
| Total sur la carrière | Total sur la carrière | Total sur la carrière | 545         | 31          | 63              | 6               | 25                | 3                 | 6          | 0          | -                              | 127                            | 8                              | 7                        | 0                        | 41                   | 4                    | 814   | 52    |

### En sélection nationale
| Saison                | Sélection             | Phases finales                | Phases finales | Phases finales | Phases finales | Éliminatoires CDM | Éliminatoires CDM | Éliminatoires CDM | Matchs amicaux | Matchs amicaux | Matchs amicaux | Total | Total | Total |
| Saison                | Sélection             | Compétition                   | M              | B              | Pd             | M                 | B                 | Pd                | M              | B              | Pd             | M     | B     | Pd    |
| --------------------- | --------------------- | ----------------------------- | -------------- | -------------- | -------------- | ----------------- | ----------------- | ----------------- | -------------- | -------------- | -------------- | ----- | ----- | ----- |
| 2007-2008             | Brésil                | -                             | -              | -              | -              | 0                 | 0                 | 0                 | -              | -              | -              | 0     | 0     | 0     |
| 2008-2009             | Brésil                | -                             | -              | -              | -              | 2                 | 0                 | 0                 | 2              | 0              | 0              | 4     | 0     | 0     |
| 2009-2010             | Brésil                | Coupe du monde 2010           | 0              | 0              | 0              | -                 | -                 | -                 | 3              | 0              | 0              | 3     | 0     | 0     |
| 2010-2011             | Brésil                | Copa América 2011             | 4              | 0              | 0              | -                 | -                 | -                 | 7              | 0              | 0              | 11    | 0     | 0     |
| 2011-2012             | Brésil                | -                             | -              | -              | -              | -                 | -                 | -                 | 10             | 1              | 0              | 10    | 1     | 0     |
| 2012-2013             | Brésil                | Coupe des confédérations 2013 | 5              | 0              | 0              | -                 | -                 | -                 | 7              | 0              | 0              | 12    | 0     | 0     |
| 2013-2014             | Brésil                | Coupe du monde 2014 4e        | 6              | 1              | 1              | -                 | -                 | -                 | 6              | 1              | 1              | 12    | 2     | 2     |
| 2014-2015             | Brésil                | Copa América 2015             | 3              | 1              | 0              | -                 | -                 | -                 | 4              | 0              | 0              | 7     | 1     | 0     |
| 2016-2017             | Brésil                | -                             | -              | -              | -              | 2                 | 0                 | 0                 | 2              | 1              | 0              | 4     | 1     | 0     |
| 2017-2018             | Brésil                | Coupe du monde 2018           | 5              | 1              | 0              | 3                 | 0                 | 0                 | 5              | 0              | 0              | 13    | 1     | 0     |
| 2018-2019             | Brésil                | Copa América 2019             | 6              | 0              | 0              | -                 | -                 | -                 | 3              | 1              | 0              | 9     | 1     | 0     |
| 2019-2020             | Brésil                | -                             | -              | -              | -              | -                 | -                 | -                 | 4              | 0              | 0              | 4     | 0     | 0     |
| 2020-2021             | Brésil                | Copa América 2021             | 5              | 0              | 0              | 4                 | 0                 | 0                 | -              | -              | -              | 9     | 0     | 0     |
| 2021-2022             | Brésil                | -                             | -              | -              | -              | 7                 | 0                 | 0                 | 2              | 0              | 0              | 9     | 0     | 0     |
| 2022-2023             | Brésil                | Coupe du monde 2022           | 4              | 0              | 1              | -                 | -                 | -                 | 2              | 0              | 0              | 6     | 0     | 1     |
| Total sur la carrière | Total sur la carrière | Total sur la carrière         | 38             | 3              | 2              | 18                | 0                 | 0                 | 57             | 4              | 1              | 113   | 7     | 3     |

## Palmarès

### En sélection nationale
Avec la Seleção, Thiago Silva remporte la Coupe des confédérations 2013 ainsi que la Copa América 2019, compétitions toutes deux disputées à domicile. Il glane également deux médailles olympiques (bronze puis argent) lors des olympiades 2008 et 2012 avec la sélection olympique brésilienne.

| Brésil (2)                                                                                             | Brésil olympique (2)                    |
| --- | --------------------------------------- |
| - Copa América : - Vainqueur : 2019 - Finaliste : 2021 - Coupe des confédérations : - Vainqueur : 2013 | - Jeux olympiques : - en 2012 - en 2008 |

### En club
Thiago Silva a connu huit clubs au cours de sa carrière professionnelle et évolue actuellement au Fluminense Football Club.
Il remporte la Coupe du Brésil en 2007 avec Fluminense (son premier trophée en professionnel) et est finaliste de la Copa Libertadores en 2008 avant de rejoindre le Milan AC. Avec le club lombard, il est champion d'Italie en 2011 et vainqueur de la supercoupe nationale la saison suivante. 
En 2012, il change à nouveau de championnat et rejoint la Ligue 1 et le Paris Saint-Germain. Club français dans lequel il passe huit saisons et glane de nombreux titres sur la scène domestique avec sept championnats remportés mais aussi cinq Coupes de France, six Coupes de la Ligue et cinq Trophées des champions. Avec 23 trophées à son actif avec le PSG, Thiago Silva est un des joueurs les plus titrés de l'histoire du club. 
Pour terminer sa carrière européenne, il signe en Angleterre où il remporte 3 titres européens avec le Chelsea FC : la Supercoupe d'Europe, la Coupe du monde des clubs et la Ligue des champions.

| Fluminense FC (1) | Milan AC (2) | Paris Saint-Germain FC (23) | Chelsea FC (3) |
| --- | --- | --- | --- |
| - Copa Libertadores : - Finaliste : 2008 - Coupe du Brésil (1) : - Vainqueur : 2007 - Championnat de Rio de Janeiro : - Finaliste : 2025 | - Championnat d'Italie (1) : - Champion : 2011 - Vice-champion : 2012 - Supercoupe d'Italie (1) : - Vainqueur : 2011 | - Ligue des champions : - Finaliste en 2020 - Championnat de France (7) : - Champion : 2013, 2014, 2015, 2016, 2018, 2019 et 2020 - Vice-champion : 2017 - Coupe de France (5) : - Vainqueur : 2015, 2016, 2017, 2018 et 2020 - Coupe de la Ligue (6) : - Vainqueur : 2014, 2015, 2016, 2017, 2018 et 2020 - Trophée des champions (5) : - Vainqueur : 2013, 2015, 2017, 2018 et 2019 | - Coupe de la Ligue : - Finaliste : 2022 - Coupe d'Angleterre - Finaliste en 2021, 2022 - Ligue des champions (1) : - Vainqueur : 2021 - Supercoupe d'Europe (1) : - Vainqueur : 2021 - Coupe du monde des clubs (1) : - Vainqueur : 2021 |

### Distinctions individuelles
Au niveau individuel, et malgré son poste de défenseur central, Thiago Silva est régulièrement récompensé pour ses performances en club et en sélection. Il obtient notamment trois Sambas d'or, fait partie à plusieurs reprises des équipes types des championnats d'Italie puis de France et est élu à trois reprises dans le FIFA/FIFPro World XI. Il est nommé à onze reprises dans cette catégorie.
Inscrit dans le Hall of Fame de l'AC Milan et dans le XI de légende du Paris Saint-Germain, il a su marquer son empreinte dans ses clubs, encore plus particulièrement à Paris où il a disputé 293 rencontres. Il est également le seul défenseur à être nommé au ballon d'or 2013.
 Distinctions personnelles

| Distinction                                                  | Date |
| ------------------------------------------------------------ | ---- |
| Bola de Prata du meilleur défenseur du championnat brésilien | 2007 |
| Membre de l'équipe-type de Serie A                           | 2011 |
| Membre de l'équipe de l'année UEFA                           | 2011 |
| Samba d'or                                                   | 2011 |
| Oscar du meilleur défenseur de Serie A                       | 2012 |
| Membre de l'équipe-type de Serie A                           | 2012 |
| Membre de l'équipe de l'année UEFA                           | 2012 |
| Samba d'or                                                   | 2012 |
| Trophée du joueur du mois UNFP                               | 2013 |
| Oscar du meilleur défenseur de Ligue 1                       | 2013 |
| Membre de l'équipe de l'année UEFA                           | 2013 |
| Membre de l'équipe-type de la Ligue 1                        | 2013 |
| Membre de l'équipe type de la coupe des Confédérations 2013  | 2013 |
| Membre de l'équipe type de FIFA/FIFPro World XI              | 2013 |
| Nomination au ballon d'or 2013                               | 2013 |
| Samba d'or                                                   | 2013 |
| Membre de l'équipe-type de la Ligue 1                        | 2014 |
| Membre de l'équipe type de la Coupe du monde 2014            | 2014 |
| Membre de l'équipe type de FIFA/FIFPro World XI              | 2014 |
| Membre de l'équipe-type de la Ligue 1                        | 2015 |
| Membre de l'équipe type de FIFA/FIFPro World XI              | 2015 |
| Membre de l'équipe de l'année UEFA                           | 2015 |
| Membre de l'équipe-type de la Ligue 1                        | 2016 |
| Membre de l'équipe-type de la Ligue des Champions 2015-2016  | 2016 |
| Membre de l'équipe-type de la Ligue 1                        | 2017 |
| Membre de l'équipe-type de la Ligue 1                        | 2018 |
| Joueur étranger de l'année de Ligue 1                        | 2018 |
| Membre de l'équipe type de la Coupe du monde 2018            | 2018 |
| Trophée du joueur du mois UNFP                               | 2019 |
| Membre de l'équipe type de la Copa América 2019              | 2019 |
| Membre de l'équipe type des 50 ans du PSG                    | 2020 |
| Ballon d'or de la Coupe du monde des clubs de la FIFA        | 2021 |
| Membre de l'équipe-type de la décennie CONMEBOL IFFHS        | 2021 |
| Joueur de l'année de Chelsea FC                              | 2023 |
| Membre de l'équip-type de la Coupe du monde des clubs 2025   | 2025 |
| Membre du Hall of Fame du Milan AC                           |      |

### Records
- Joueur le plus titré de l'histoire de la Coupe de France (5 titres, avec Marceau Somerlinck, Dominique Bathenay, Alain Roche, Marquinhos, Ángel Di María et Marco Verratti).
- Joueur le plus titré de l'histoire de la Coupe de la Ligue française (6 titres, avec Marco Verratti)
- Joueur ayant le plus de matchs en tant que capitaine du Paris Saint Germain (293[394])
- Plus vieux joueur de champ à jouer un match pour Chelsea à 39 ans et 64 jours[395].

## Vie privée
Il est marié à une femme prénommée Isabelle. Ensemble, ils ont deux garçons : Iago et Isago. Ce dernier, alors que Thiago Silva est au PSG, joue à partir de 2015 dans l'équipe des moins de neuf ans du club. Thiago Silva vit actuellement à Londres avec sa famille et se revendique comme étant chrétien évangélique. Le 15 mars 2019, il obtient la nationalité Française. Cette naturalisation libère une place d'extracommunautaire dans l'effectif du Paris Saint-Germain.